# Turismo in India

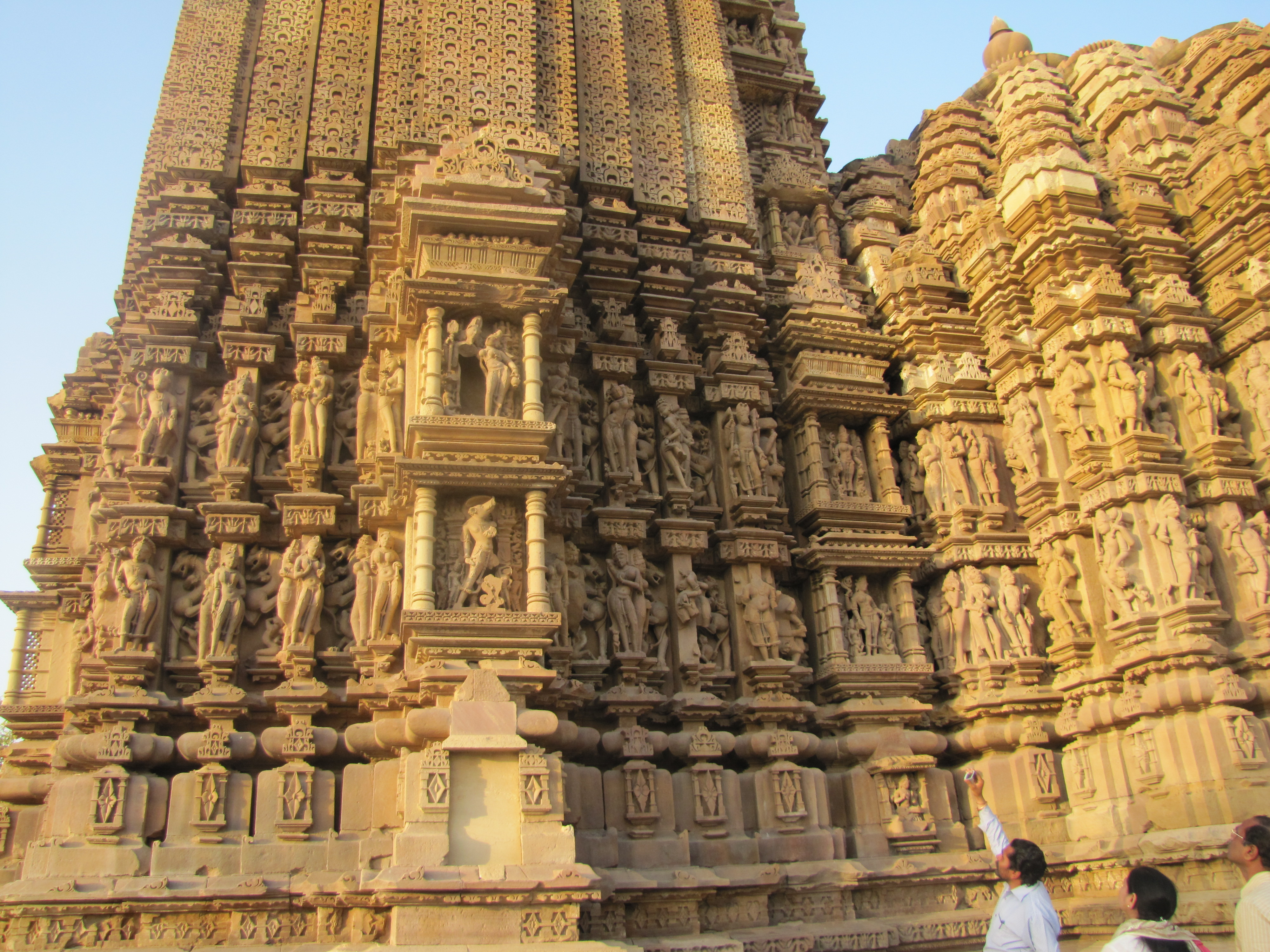
Uno dei templi di Khajuraho (il tempio di Vamana) in Madhya Pradesh, con le sue meraviglie scultoree.

L'industria del turismo in India è economicamente importante e sta crescendo rapidamente. Il "World Travel & Tourism Council (WTTC)" ha calcolato che il turismo ha generato 6.4 trilioni di rupie ovvero il 6,6% del Prodotto interno lordo (PIL) del paese nel 2012, sostenendo 39,5 milioni di posti di lavoro, il 7,7% dell'occupazione totale; è inoltre prevista una crescita nell'intero settore ad un tasso medio annuo del 7,9% dal 2013 al 2023. Questo dà all'India il terzo posto tra i paesi con le industrie del turismo a più rapida crescita nel prossimo decennio
L'India ha anche un ampio "turismo medico", che è destinato a crescere ad un tasso stimato del 30% ogni anno per raggiungere circa 95 miliardi di ₹ entro il 2015. Secondo le statistiche provvisorie 6.290.000 turisti stranieri sono arrivati in India nel 2011, con un incremento del 8,9% rispetto ai 5,78 milioni del 2010. Questo classifica l'India come il 38º paese al mondo in termini di arrivi di turisti stranieri; mentre le visite turistiche nazionali a tutti gli Stati federati e territori dell'India ammontano ad 1.036.350 nel 2012, con un incremento del 16,5% a partire dal 2011.
I paesi più rappresentati sono gli Stati Uniti d'America (16%) e il Regno Unito (12,6%). Nel 2011, Maharashtra, Tamil Nadu e Delhi sono stati i paesi più popolari per i turisti stranieri; invece i turisti nazionali hanno visitato con più frequenza soprattutto gli Stati dell'Uttar Pradesh, Andhra Pradesh e ancora Tamil Nadu. Chennai, oltre a Delhi, Mumbai e Agra sono state le quattro città più visitate in India dai turisti stranieri durante l'anno 2011. In tutto il mondo, Chennai è valutata al 38º posto tra le città con il maggior numero di turisti stranieri, mentre Mumbai è classificata al 50°, Delhi e Agra al 52° e al 66° rispettivamente e Kolkata al 99°.

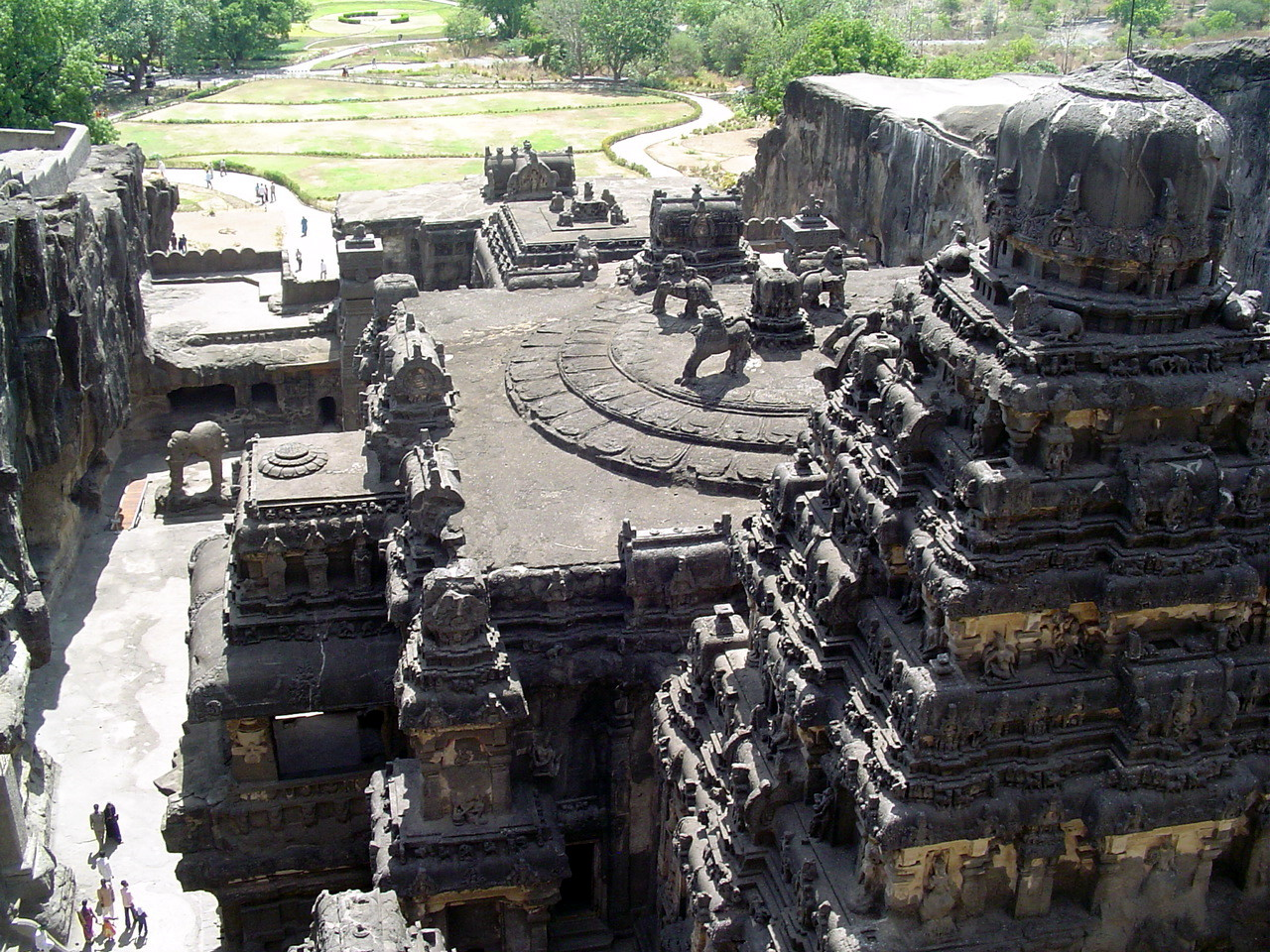
Il tempio Kailasa ad Ellora in Maharashtra, edificio monolitico scolpito a più piani.

Il "Travel & Tourism Competitiveness Report 2013" colloca l'India al 65º posto in classifica su 144 paesi presi in esame complessivamente; mentre il rapporto sulla competitività di qualità-prezzo del settore turistico fa balzare la federazione indiana al 20º posto. Si menziona che l'India ha una buona capacità di trasporto aereo (classificato al 39º posto), soprattutto in considerazione della fase di sviluppo del paese, ed una capacità ragionevolmente buona per le infrastrutture di trasporto di massa (42ª posizione). Alcuni altri aspetti dell'infrastruttura turistica rimangono comunque ancora un po' sottosviluppati: la grande nazione ha difatti pochissime camere pro capite nel confronto internazionale ed un relativamente basso numero di Automated Teller Machine (ATM).
L'Organizzazione mondiale del turismo ha riferito che le entrate in India provenienti direttamente dal turismo nel corso del 2012 l'hanno posizionata al 16º posto nel mondo e al 7° tra i paesi del sudest asiatico e dell'intera area costituita dall'Oceania.
Il Ministero del turismo progetta costantemente vaste politiche nazionali per lo sviluppo e la promozione delle visite internazionali; nel processo, il ministero si viene a consultare e a collaborare anche con altri soggetti operanti nel settore tra cui vari ministeri/agenzie centrali, governi statali, il Territorio dell'Unione ed infine i rappresentanti del settore privato. Sforzi concertati sono stati fatti per promuovere nuove forme di turismo, come quello rurale, da crociera, medico e l'ecoturismo. Il Ministero mantiene anche la campagna intitolata "Incredible India".
La ricchissima storia dell'India e la sua diversità culturale e geografica rendono il suo appeal turistico internazionale ampio e diversificato; essa presenta un patrimonio di beni culturali immenso ed il turismo viene arricchito anche dagli ambiti medico, degli affari, educativo e sportivo.

## Principali attrazioni turistiche

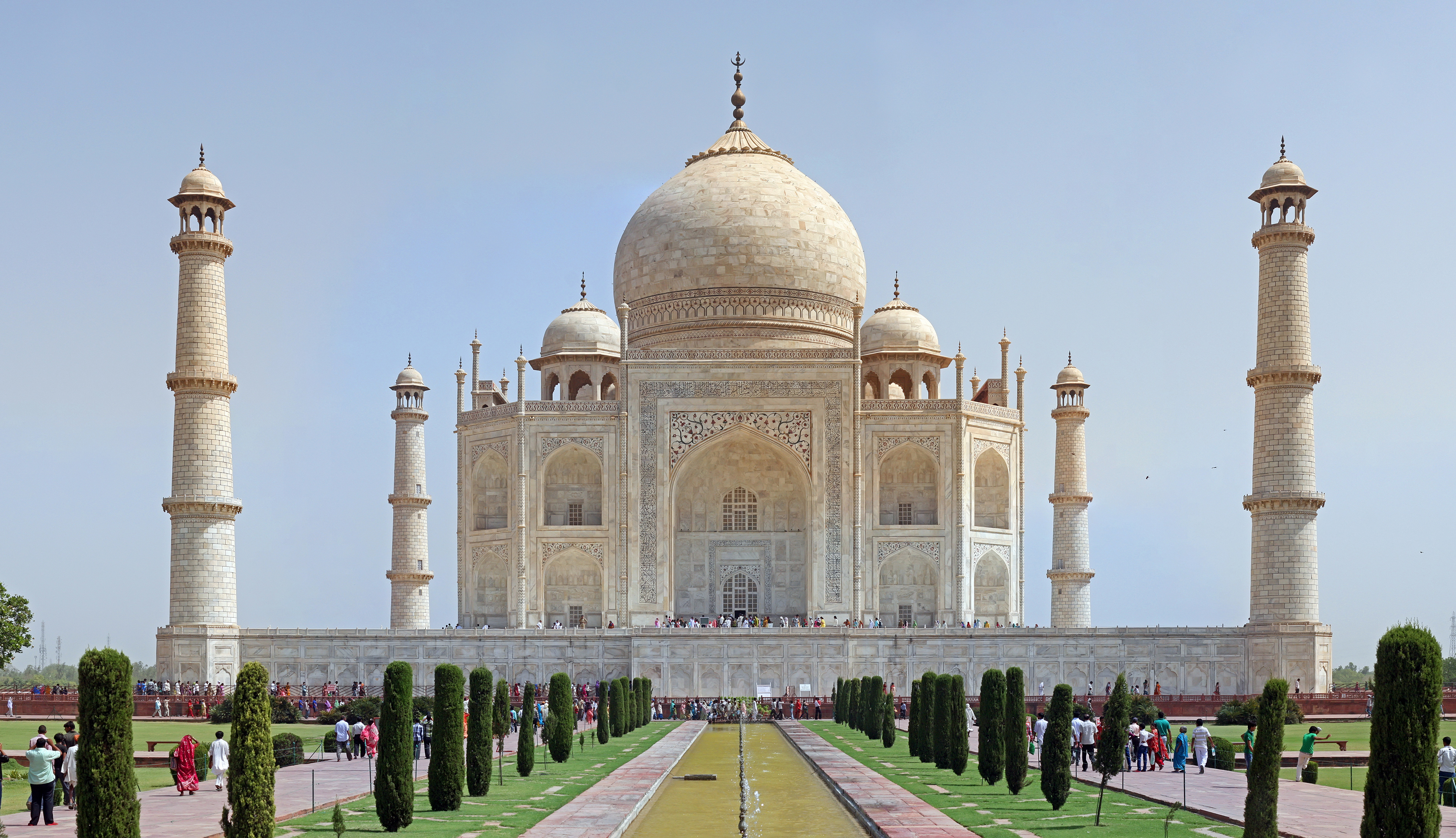
Il mausoleo del Taj Mahal ad Agra in Uttar Pradesh.

### Monumenti storici e siti patrimonio dell'umanità

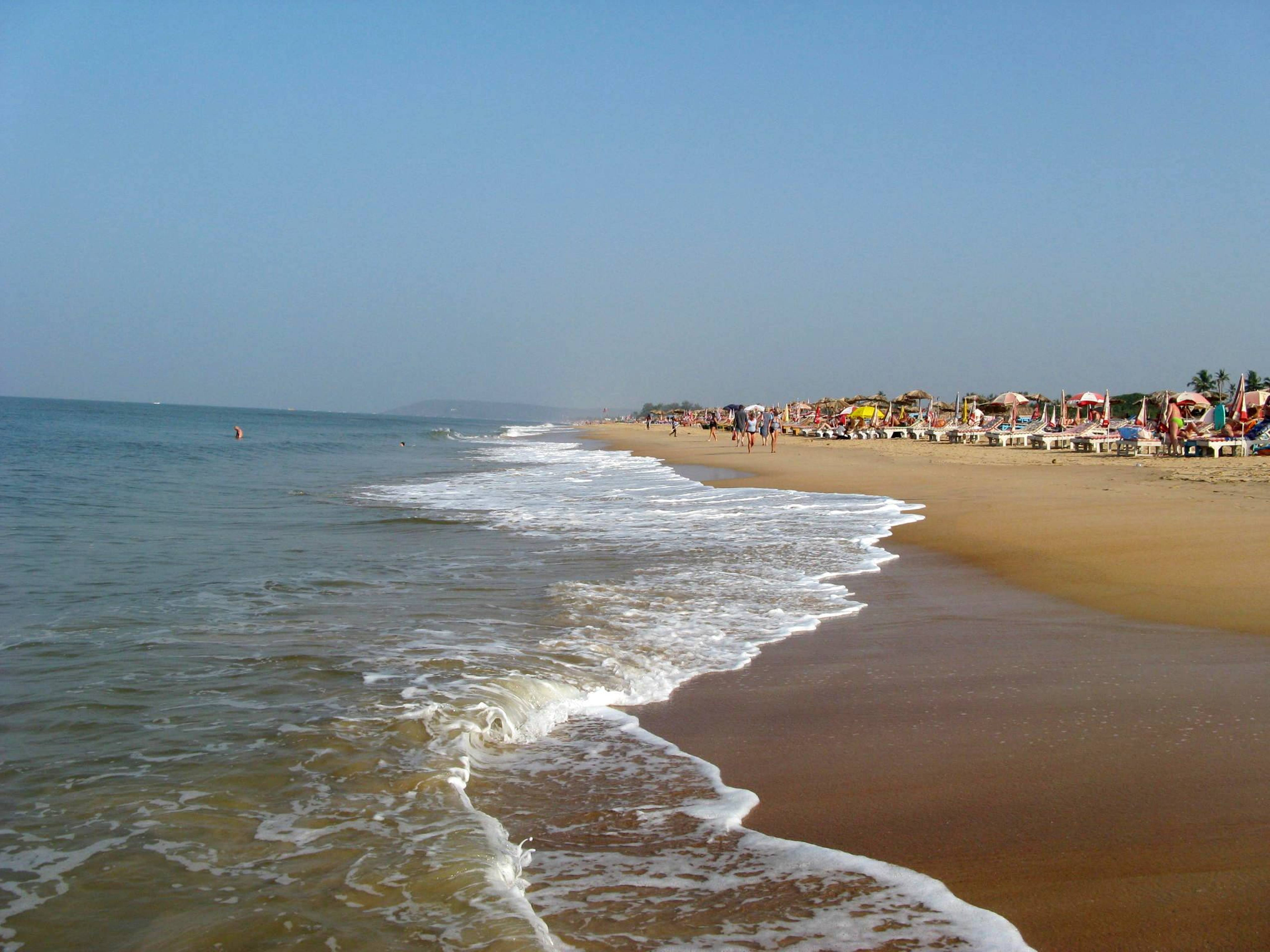
La spiaggia di Candolim a Goa.

- Il mausoleo del Taj Mahal ad Agra in Uttar Pradesh.
Considerato da molti uno degli edifici più belli nonché una delle meraviglie del mondo, venne costruito dall'imperatore moghul del XVII secolo Shah Jahan in memoria della sua amata moglie Mumtaz Mahal.
- Il gruppo di monumenti templari di Khajuraho in Madhya Pradesh.
Sono una serie di 20 grandi templi conosciuti ed ammirati per i loro intricati modelli scultorei, ma sono anche assai famosi per le sculture erotiche rappresentati le posizioni sessuali; uno dei principali, il tempio Kaṇḍāriyā Mahādeva, contiene più di 870 statue.
- Le grotte di Ajanta ed Ellora in Maharashtra sono monasteri artificiali scavati nella roccia.
Ajanta ha una serie di 30 grotte, mentre ad Ellora ve ne sono 34; sono state costruite tra il II secolo a.C. e il IX secolo d.C. Le grotte di Ellora hanno la caratteristica unica di essere luoghi dedicati - negli stessi ambienti - alle tre più antiche religioni indiane, ossia il buddhismo, il giainismo e l'induismo.
Una tra le principali attrazioni turistiche delle grotte è il tempio Kailasa ad Ellora, un edificio monolitico a più piani interamente scavato su una singola roccia, ma che è noto anche per il suo scavo ad intaglio verticale, costruito cioè partendo dalla cima della roccia e scavando verso il basso.

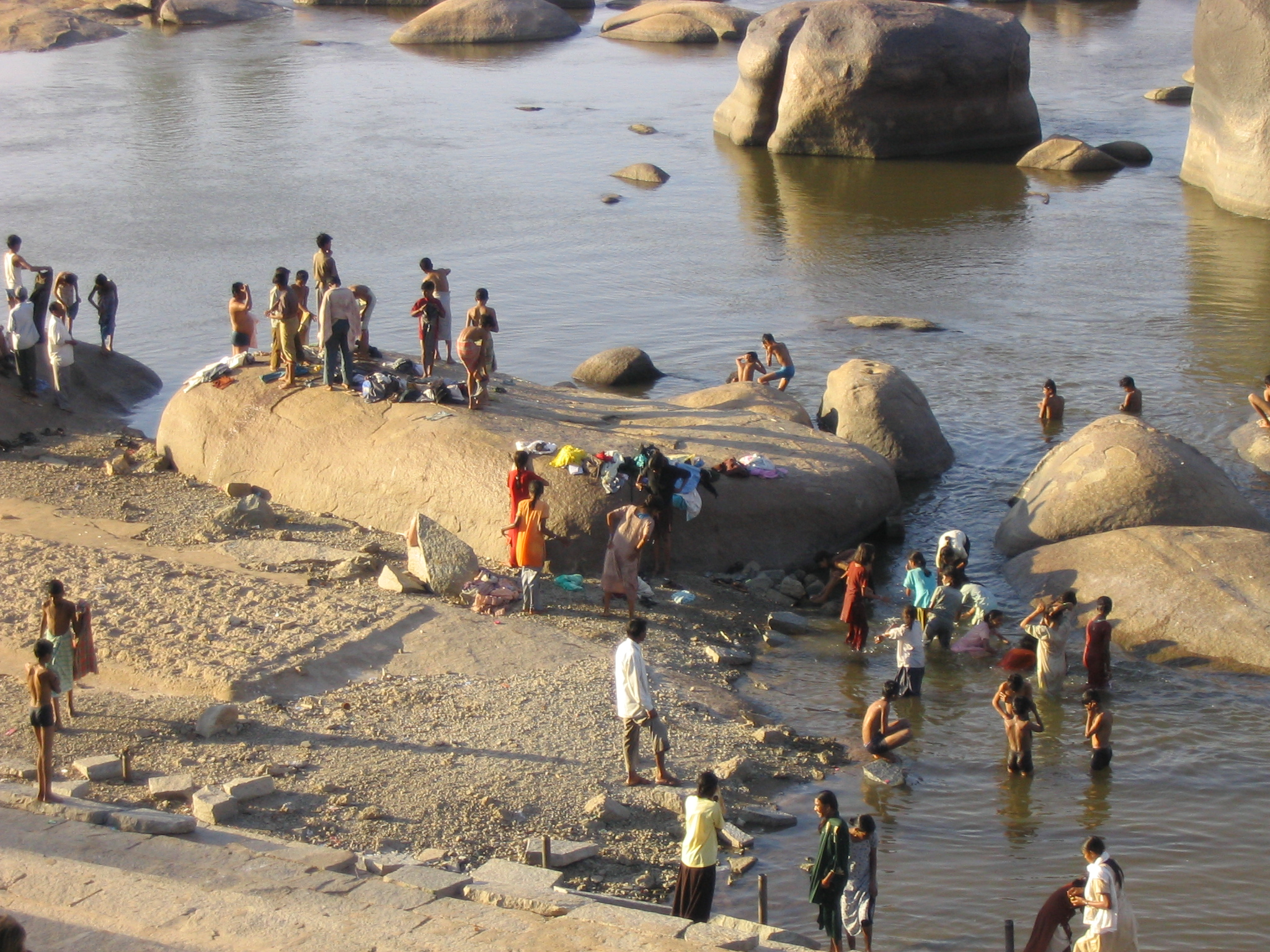
Popolazione di Hampi al "Tungabhadra-River", circondata dalle caratteristiche formazioni rocciose.

- Le rovine di Hampi in Karnataka sono ciò che rimane della città medioevale nonché capitale dell'impero di Vijayanagara.
Si tratta di uno dei più grandi resti urbani antichi dell'intero subcontinente indiano, sviluppandosi su 36 km²; i gruppi monumentali possono essere suddivisi in religiosi, militari e di categoria civile: le rovine cittadine hanno sette strati di fortificazioni e quelle più interne sono anche le meglio conservate. Numerosi monumenti racchiusi all'interno del perimetro della città sono anche anteriori al periodo "Vijayanagara" e comprendono il tempio Virupaksha, ancor oggi una meta di pellegrinaggio per gli hindù.
Il sito attira pure numerosi turisti per il bouldering (attività di arrampicata su massi) a causa dei suoi vasti paesaggi ricchi di enormi rocce.

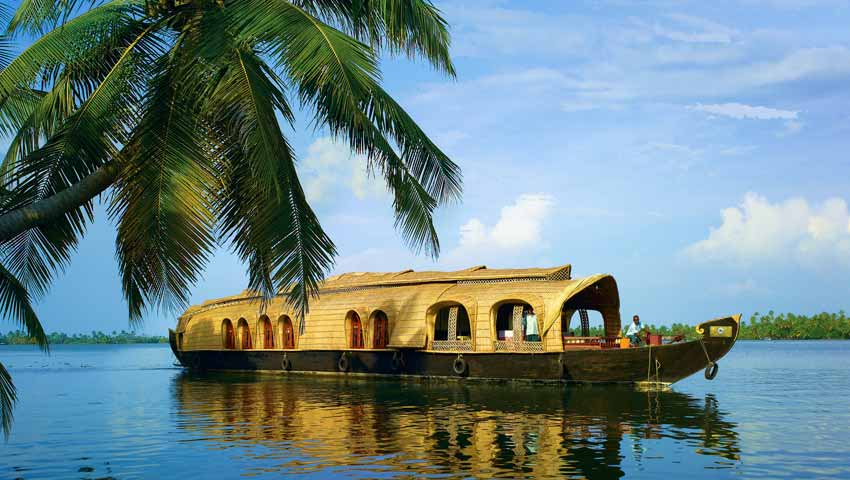
"Houseboat" o Kettuvallam sui backwaters del Kerala.

- Le Kettuvallam (case galleggianti) posizionate sui backwaters del Kerala.
Questa famosa attrattiva turistica era stata tradizionalmente pensata per il trasporto di riso dalle vicine ampie risaie, ma nel corso degli anni è stata trasformata per portare i turisti in giro per le lagune e i corsi d'acqua su barche completamente arredate come fossero autentiche case con camere singole o multiple, soggiorno, cucina e grandi finestre che si affacciano sulle bellezze naturali circostanti (la flora, la fauna e la vita quotidiana degli abitanti).
L'intero Stato del Kerala è un ecosistema unico formato da 38 piccoli fiumi provenienti dai Ghati occidentali che formano una vasta rete di canali e laghi.

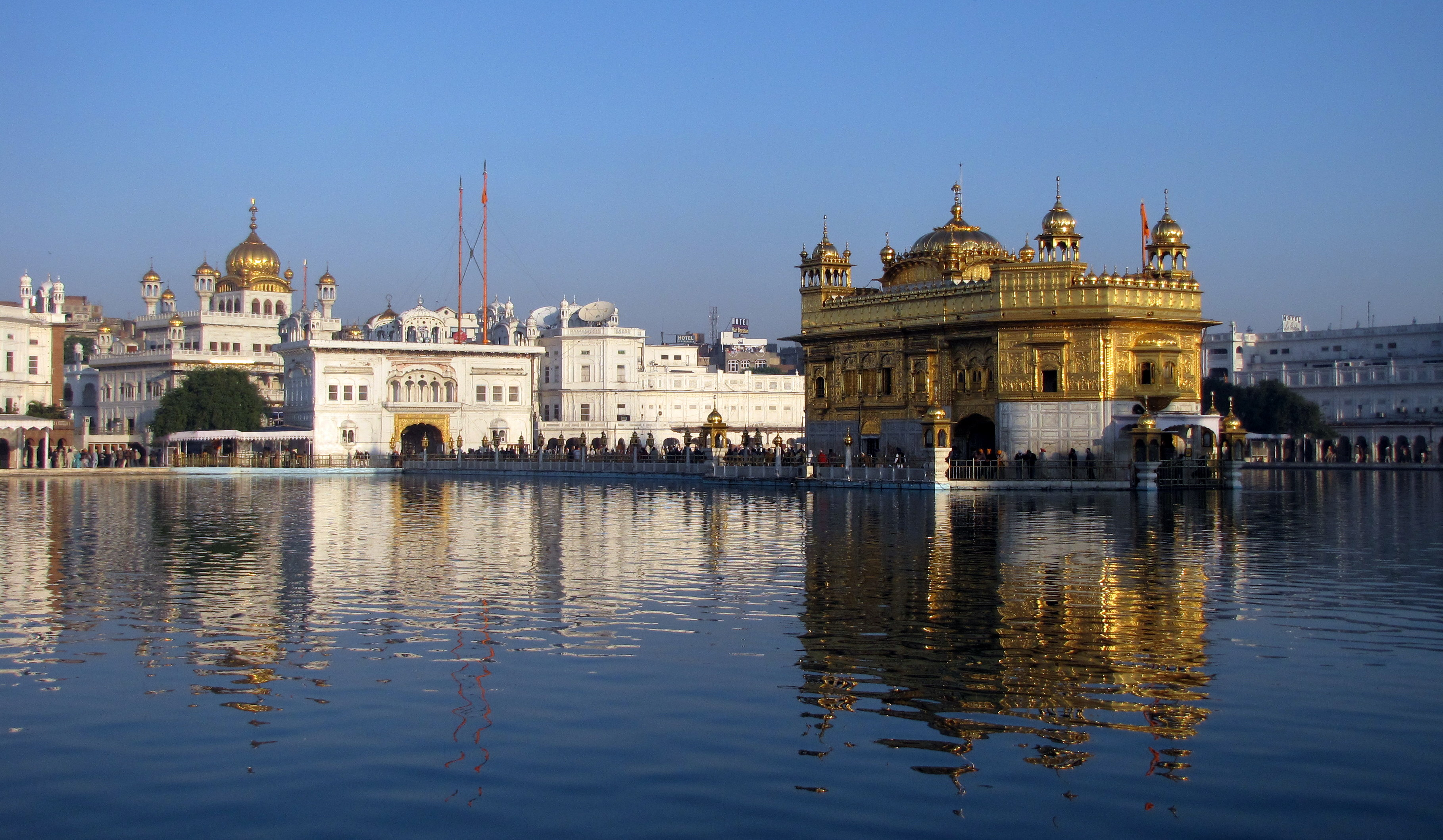
L'Akal Takht e il Tempio d'Oro ad Amritsar in Punjab.

- Il Tempio d'Oro (denominato "Harmandir Sahib"-tempio di tutti) del Sikhismo ad Amritsar in Punjab.
Costruito come luogo di culto a Dio per le persone di ogni religione; la cucina del complesso offre un pasto gratuito noto come Langar a tutti i visitatori giornalieri che si aggirano tra le 40 e le 100 000 unità, a seconda dei giorni feriali o festivi.

- Le spiagge di Goa.
Il più piccolo tra gli stati indiani, ex colonia dell'impero portoghese, è famoso in tutto il mondo come destinazione di feste in spiaggia, visitato da un gran numero di turisti sia stranieri che nazionali, oltre che per le sue spiagge anche per i luoghi di culto e i patrimoni mondiali dell'architettura situati a Goa Velha. Goa si distingue anche per la ricchezza della sua vita notturna, possiede inoltre una ricca flora e fauna, grazie alla sua localizzazione lungo la catena dei Ghati occidentali classificati come un hotspot di biodiversità.
Lo Stato contiene anche due siti patrimonio dell'umanità: la Basilica di Bom Jesus e le chiese e conventi di Goa Velha; la basilica conserva i resti mortali di san Francesco Saverio, considerato da molti fedeli del cattolicesimo come il santo patrono di Goa. Alcune influenze di epoca portoghese sono ancor oggi visibili in alcuni dei maggiori siti templari, in particolare il tempio Shantadurga, il tempio Mangueshi e il tempio dedicato a Mahasala; questo anche se, dopo il 1961, molti di essi sono stati demoliti e ricostruiti in stile indiano indigeno.

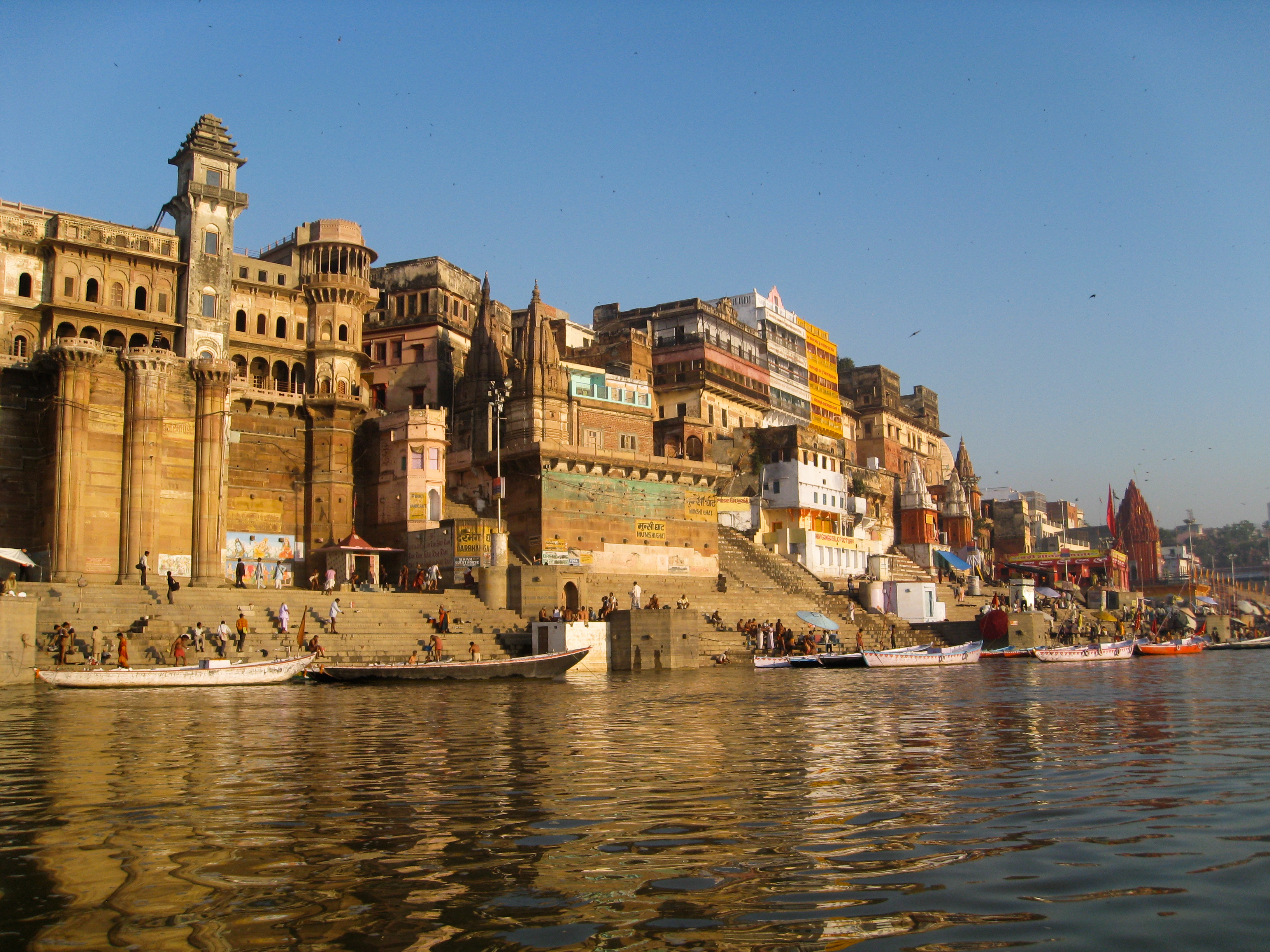
Il "Munshi Ghat" a Varanasi.

- I Ghat (o "scalinate") lungo il corso del Gange a Varanasi in Uttar Pradesh, una delle più antiche città popolate del mondo e popolare attrazione turistica per i visitatori internazionali, laddove per gli indiani è invece una città santa col tempio di Kashi Vishwanath meta di pellegrinaggio.
Ogni giorno sui gradini che conducono alla riva del fiume, sulle sponde della "sacra Ganga" sono tenute e vengono organizzate un alto numero di cerimonie e pūjā celebranti nascita e morte: lungo il Gange in tutta Varanasi vi sono quasi 100 ghat, con valichi agli edifici adiacenti fatti costruire da vari re di tutta l'India lungo il corso dei secoli.

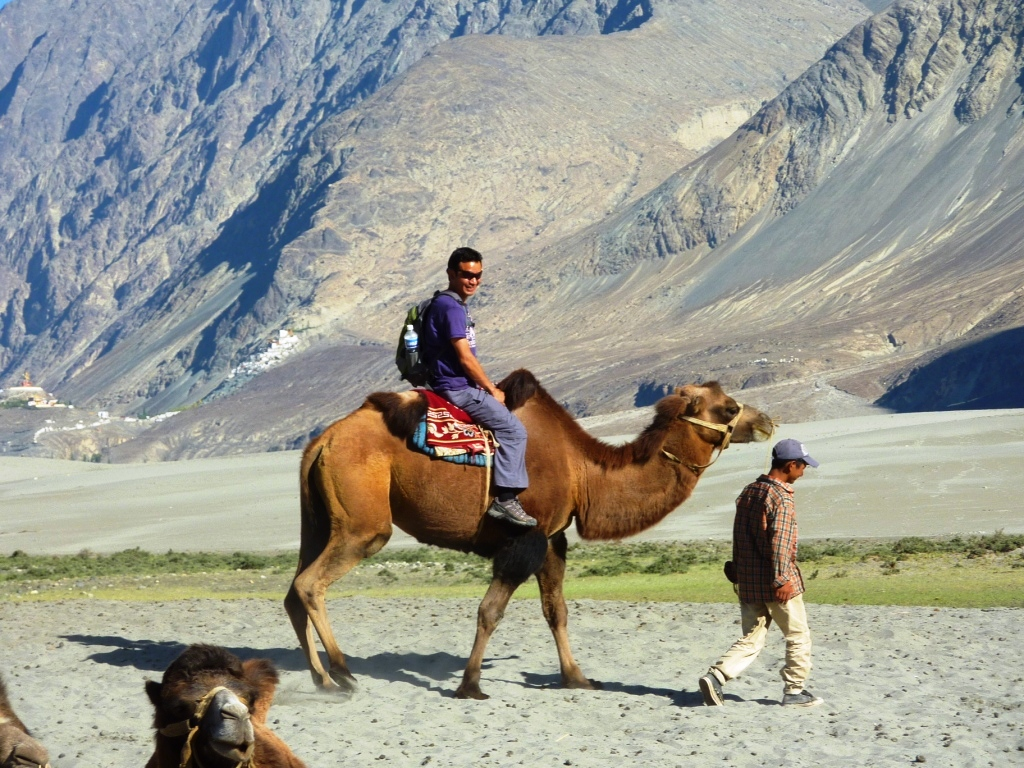
Escursione a dorso di cammello della Battriana nella valle di Nubra.

- L'intero territorio del Ladakh è una grande attrazione turistica per gli amanti della natura (per la sua variopinta fauna selvatica di montagna) e dei bei paesaggi, con la possibilità di percorrere la più alta strada carrozzabile del mondo; popolare soprattutto per il turismo d'avventura in motocicletta a lunga distanza.
Il paesaggio variegato e surreale può cambiare drasticamente dai monti innevati dell'Himalaya alle più sterili montagne rocciose, con la possibilità perfino di percorrere le dune sabbiose in groppa al cammello bactriano. Anche il trekking lungo il fiume Zanskar congelato e la ricerca ed avvistamento del leopardo delle nevi nel parco nazionale di Hemis sono altre attività turistiche avventurose tra le più popolari.

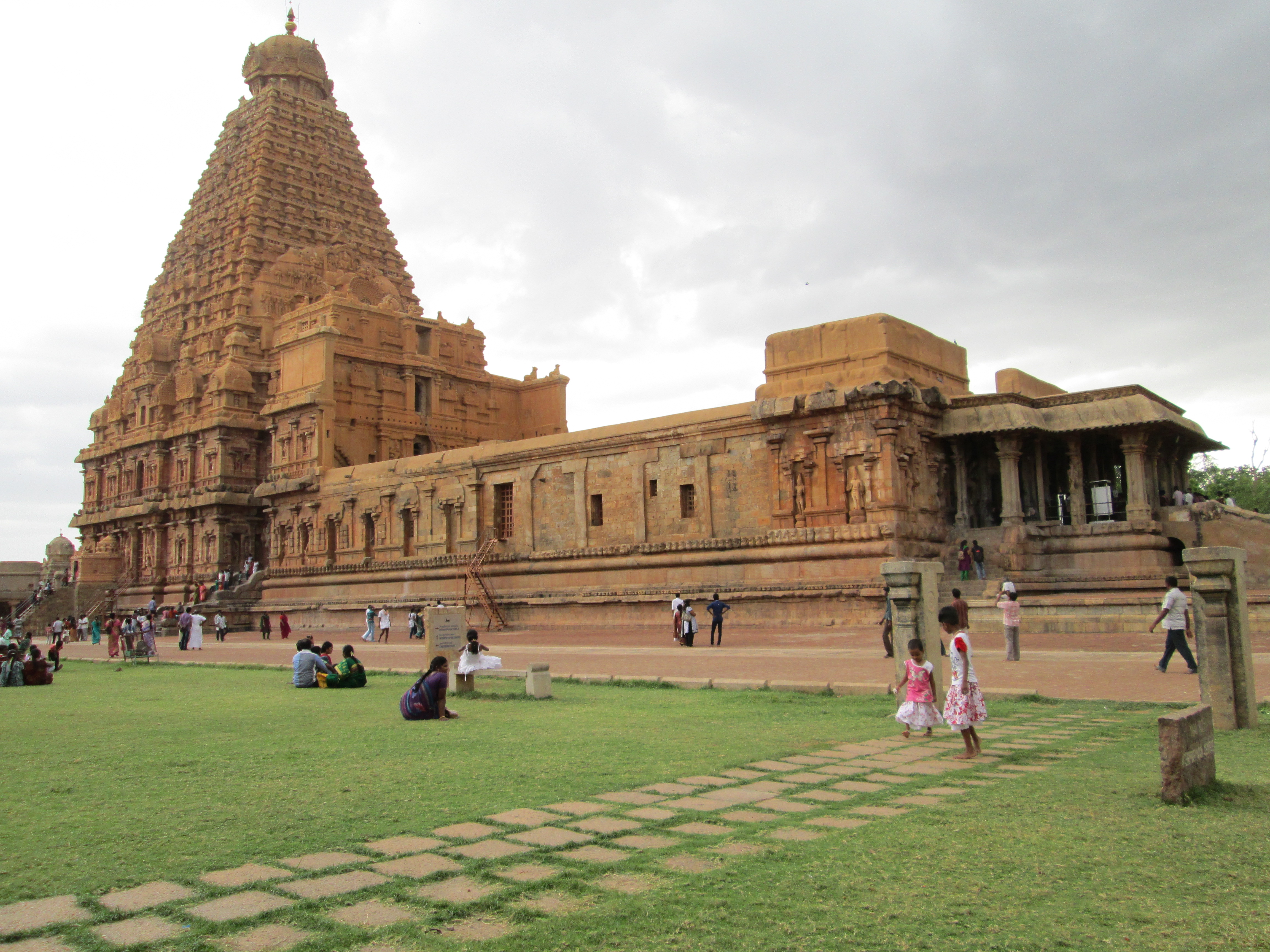
Una delle gopura del Tempio di Brihadeeswarar a Thanjavur in Tamil Nadu.

- Il Tempio di Brihadeeswarar (o "Big Temple") a Thanjavur in Tamil Nadu è considerato una delle meraviglie dell'ingegneria dell'India antica.
Costruito tra il 1004 e il 1009, il suo Vimana (torretta) è tra i più alti del suo genere al mondo, giungendo ad un'elevazione di 66 m; questo tempio è conosciuto per esser il primo edificio indiano costruito interamente in granito: il kumbam (l'apice o cima costituita da una struttura a bulbo) è scolpito da una singola roccia e pesa almeno 80 tonnellate.
- Il tempio della spiaggia, insieme con la raccolta di altri monumenti di Mahabalipuram in Tamil Nadu, dichiarati patrimonio dell'umanità da parte dell'UNESCO.

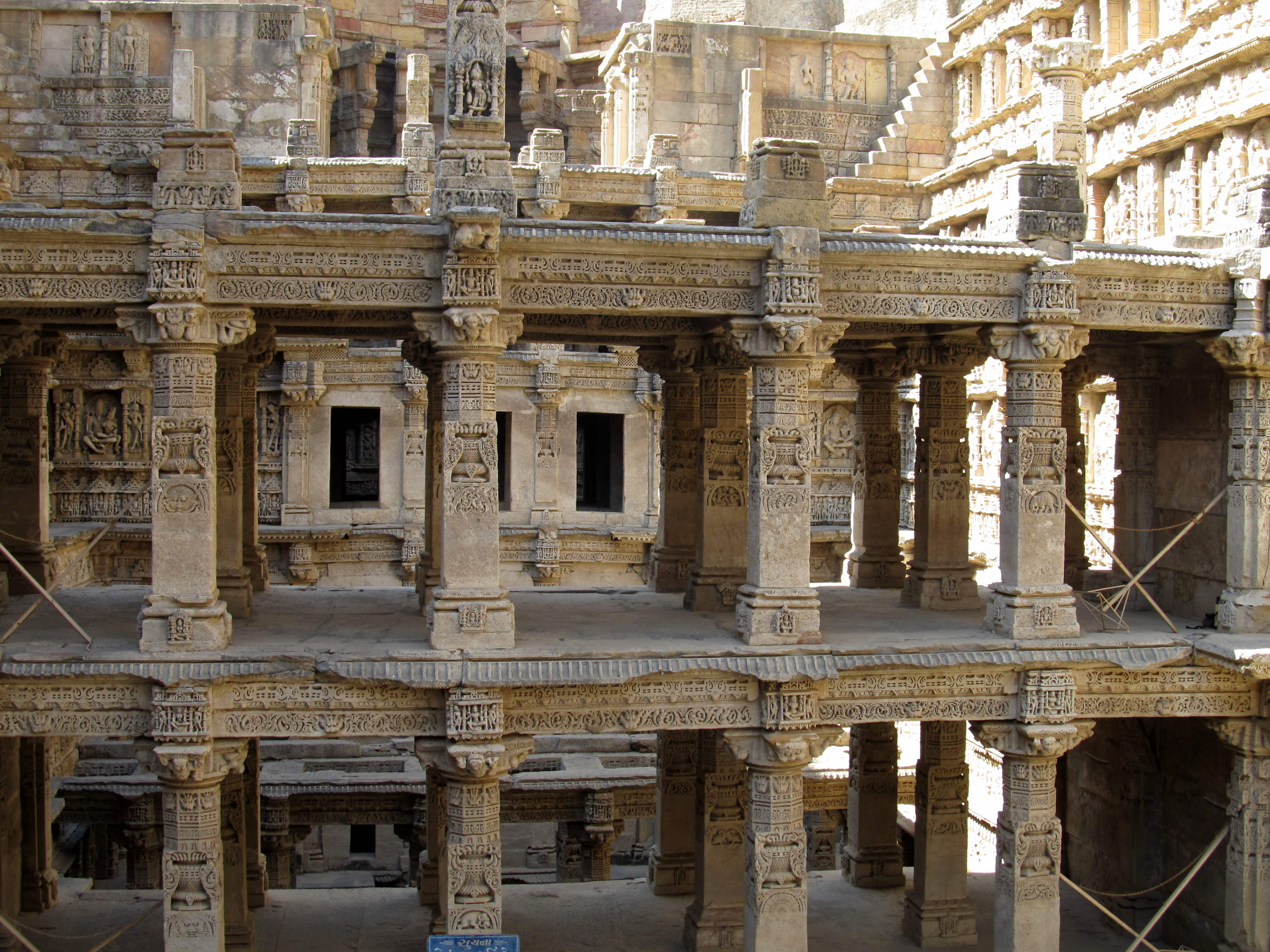
I piani a colonnati del pozzo a gradini di Rani ki vav a Patan in Gujarat.

- Il pozzo a gradini di Rani ki vav a Patan in Gujarat.
È stato recentemente designato come sito patrimonio dell'umanità dall'UNESCO[9] ed è l'unico pozzo con una certa sicurezza identificato; è infatti stato fatto costruire della regina Udaymati dopo il 1063 in memoria del defunto marito, il sovrano Bhimdev I[10]. Molto finemente intagliato in legno per 7 piani, fino a 27 m. di profondità per 20 di larghezza e 64 di lunghezza, è stata una delle più grandi e sontuose strutture di questo tipo ed una delle sue caratteristiche uniche è un corridoio a compartimenti gradinati ad intervalli regolari con padiglioni colonnati multipiano.
- La fortezza di Kumbhalgarh e il Forte Mehrangarh in Rajasthan.
Il primo è una massiccia fortificazione costruita sulla cima di una collina a 1100 m sul livello del mare, con mura perimetrali che si estendono per 36 km che costituiscono il secondo muro continuo più lungo del mondo dopo la grande muraglia cinese; all'interno vi si trovano stipati 360 templi, di cui un gran numero del giainismo di epoca antica: con sette porte fortificate e pareti frontali spesse quindici piedi, dalla cima del palazzo (ma anche dalle mura della fortezza), possono esser vedute per un'estensione di vari km le dune di sabbia del deserto di Thar e i monti Aravalli.
Il secondo rappresenta una delle attrazioni turistiche più visitate in India, situato a 122 m nei pressi di Jodhpur e racchiuso da imponenti e spesse mura, al cui interno vi sono diversi palazzi noti per le loro complicate sculture e spaziosi cortili; di questi, il "Moti Mahal" (Pearl Palace), il "Phool Mahal" (Flower Palace), lo "Sheesha Mahal" (Mirror Palace), il "Sileh Khana" e il "Daulat Khana" sono i più notevoli. Esiste anche un museo del forte comprendente diversi edifici il quale ospita una collezione di portantine, howdah per elefante, culle reali, miniature, oggetti d'armeria, turbanti, strumenti musicali, costumi e mobili. I bastioni della fortezza ospitano non solo alcuni vecchi cannoni ottimamente conservati, ma offrono anche una vista della città.

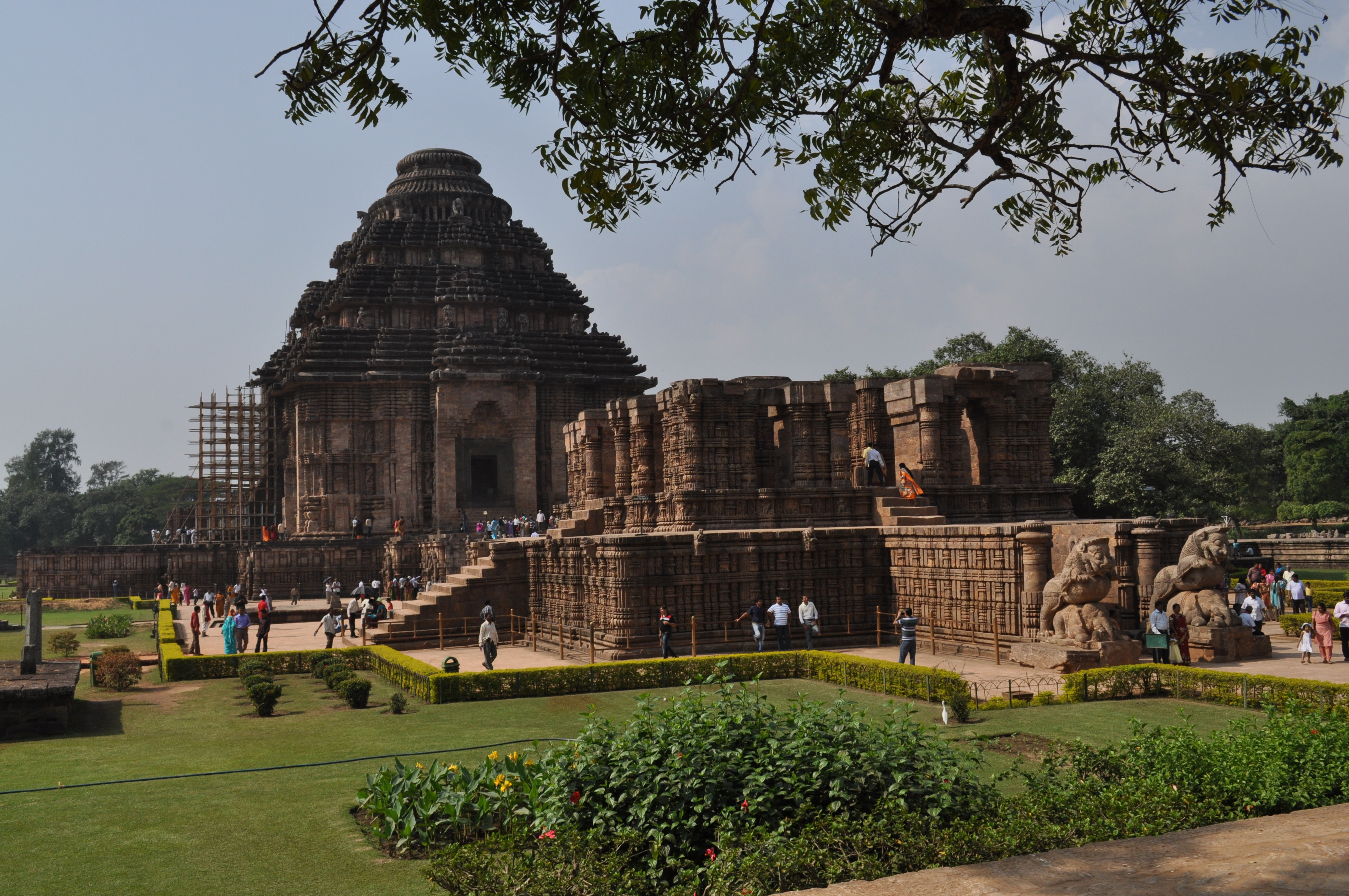
Veduta del Tempio del Sole di Konarak in Orissa.

- Il Tempio del Sole di Konarak in Orissa è un tempio del XIII secolo dedicato a Sūrya, il dio solare.
Costruito nella forma di un carro ornato gigante di questa tra le divinità induiste, ha dodici coppie di ruote intagliate larghe tre metri ed è trainato da un insieme di sette cavalli; le ruote del tempio sono anche delle meridiane che possono esser utilizzate per calcolare il tempo, il tutto seguendo lo stile tradizionale dell'architettura indiana d'epoca Kalinga. Il tempio originale possedeva un sancta sanctorum principale o Vimana che era presumibilmente alto 70 m (ma a causa del peso di questa super struttura e del terreno debole della zona principale crollò nel 1837); la sala pubblica (Jaga mohan), alta all'incirca una trentina di metri, è oggi la struttura principale tra le rovine superstiti.

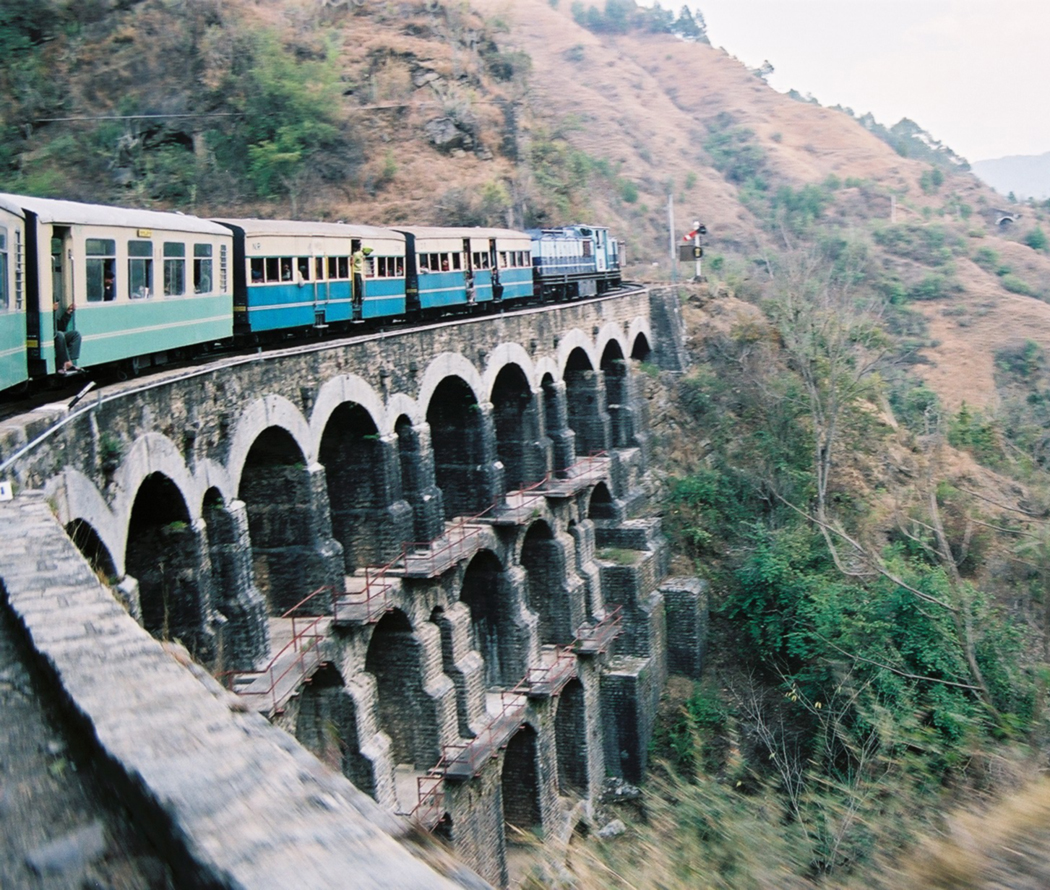
Il treno della ferrovia Kalka-Shimla in Himachal Pradesh mentre attraversa il grande ponte multi-arco.

- Con la denominazione di ferrovie di montagna dell'India ci si riferisce alle tre linee ferroviarie costruite durante il dominio coloniale britannico ed ancora perfettamente funzionanti; queste includono la "ferrovia Darjeeling Himalayan" in Bengala occidentale, la "ferrovia Nilgiri Mountain" in Tamil Nadu e la "ferrovia Kalka-Shimla" in Himachal Pradesh.
Aperte tra il 1881 e il 1908 hanno applicato soluzioni ingegneristiche ingegnose per stabilire un collegamento ferroviario efficace in un territorio montuoso di grande bellezza; tali impianti di risalita dell'India mostrano un importante trasferimento culturale e tecnologico nel contesto coloniale: la più alta galleria ponte multi-arco del mondo e il tunnel più lungo del mondo (al momento della costruzione) della ferrovia Kalka-Shimla erano la testimonianza delle brillanti competenze ingegneristiche applicate per rendere questo sogno una realtà.

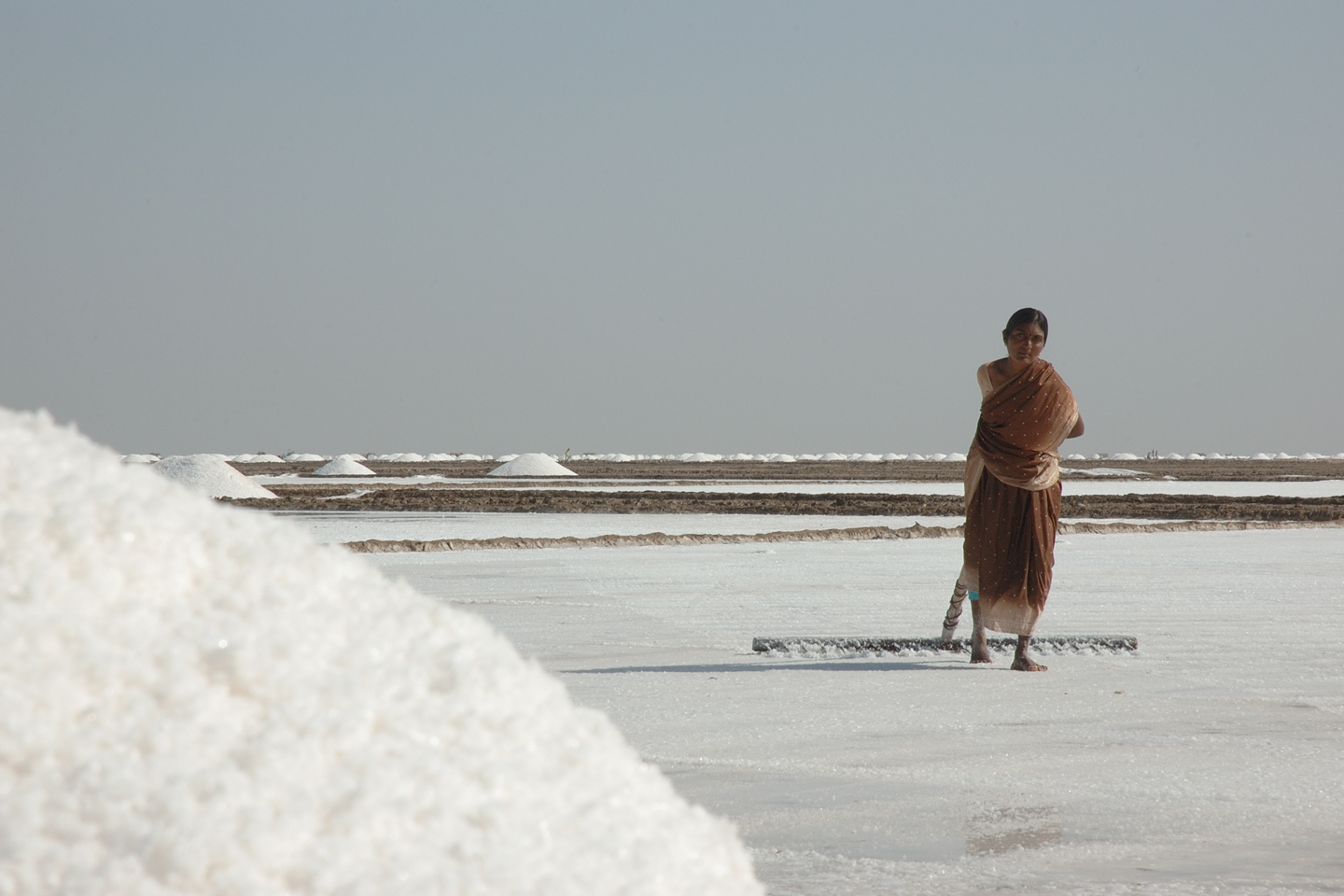
Veduta di donna al lavoro nella raccolta del sale all'interno del grande Rann di Kutch.

- Il grande Rann di Kutch è una palude salina situata all'interno del deserto del Thar in parte nel distretto del Kutch in Gujarat ed in parte nella regione pakistana del Sindh; è noto per essere il più grande deserto di sale del mondo.
Assieme al "Piccolo Rann" ed alla "riserva delle praterie Banni" situate sul suo bordo esterno meridionale, si trova tra il Golfo di Kutch e la foce del fiume Indo, nel sud del Pakistan. È possibile accedere alla palude partendo dal villaggio di Kharaghoda nel distretto di Surendranagar.
- Il Tempio di Meenakshi in Tamil Nadu è uno storico tempio indù funzionante il quale si trova sul lato sud del fiume Vaigai, che attraversa la bimillenaria città di Madurai.
All'interno del complesso templare vi si trovano installate all'incirca 33 000 sculture ed era nella lista dei top 30 candidati per le "Nuove sette meraviglie del mondo; questo tempio è menzionato fin dall'antichità nella letteratura Tamil, anche se la struttura attuale è stata costruita tra il 1623 ed il 1655. Il complesso, che occupa circa 45 acri di terreno (180.000 m²) ospita 14 gopura (torri disposte a rete) variabili da 45 a 50 metri di altezza, la più alta delle quali è la torre meridionale di 51,9 metri.
- Orchha era una vasta città medioevale stabilita da Rudra Pratap Singh qualche tempo dopo il 1501, come sede di un ex omonimo stato principesco dell'India centrale nella regione del Bundelkhand.
Il sito viene segnalato per i suoi edifici abbandonati relativi anche al periodo coloniale e comprendente diversi palazzi, cenotafi o Chhatris, templi, forti ecc. che sono grandi esempi dello stile architettonico unico vigente nella regione.

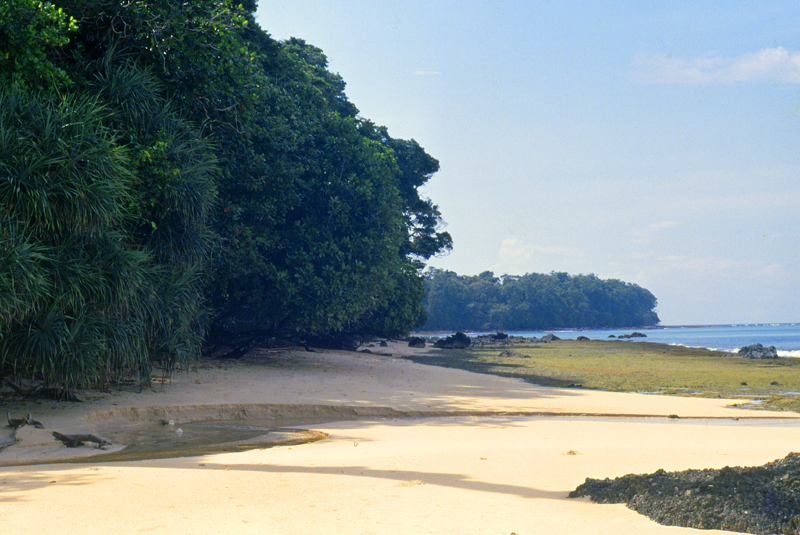
La "Rutland Island" nelle Andamane e Nicobare.

- Le Isole Andamane si stanno sempre più sviluppando come un importante centro turistico, con le sue spiagge esotiche ed incontaminate, dando meravigliose opportunità per gli sport d'avventura come lo snorkeling e l'immersione subacquea.
I turisti indiani non richiedono di un permesso per visitare le isole Andamane ma, se lo desiderano, per visitare le aree tribali hanno bisogno di un permesso speciale dal vice commissario di Port Blair. I permessi sono invece sempre richiesti per i cittadini stranieri. Secondo le stime ufficiali, il flusso di turisti è raddoppiato a quasi 300.000 nel 2012 da 130.000 che erano nel 2008-09. La spiaggia di "Radha Nagar" delle Andamane è stata scelta come una delle migliori dell'Asia nel 2004.
- Il forte di Chittorgarh è una delle più grandi fortezze indiane, probabilmente il più ampio dopo quello di Kumbhalgarh.
Si trova anch'esso nello Stato del Rajasthan e rappresenta la quintessenza del tributo al nazionalismo, al coraggio ed al senso di cavalleria medievale e di sacrificio esibito dai governanti del territorio di Mewar; non solo i comandanti, ma anche i loro soldati, le donne della famiglia reale e la gente comune consideravano la morte come una tra le scelte migliori rispetto al disonore dato dalla resa di fronte agli eserciti invasori stranieri. Questo forte è avvolto in numerose storie leggendarie. Possiede grosso modo la forma di un pesce, ha una circonferenza di 13 km con una larghezza massima di 3 km e si estende su una superficie di 700 ettari ed il complesso fortilizio è composto da 65 importanti edifici storici, tra i quali 4 memoriali, 4 complessi palaziali, 19 templi principali e 20 corpi idrici funzionali.
- Il palazzo di Mysore è uno storico edificio della città del Karnataka nell'India meridionale. È la residenza ufficiale e sede del Wodeyars - il Maharaja di Mysore (comunemente descritta come la città dei palazzi) - ed oggi è una delle più famose attrazioni turistiche in India, dopo il Taj Mahal, con più di 4 milioni di visitatori ogni anno.

## Statistiche

### Arrivi turistici stranieri per anno
| Anno | Numero (milioni) | variazione percentuale |
| ---- | ---------------- | ---------------------- |
| 1997 | 2.37             | 3.8                    |
| 1998 | 2.36             | -0.7                   |
| 1999 | 2.48             | 5.2                    |
| 2000 | 2.65             | 6.7                    |
| 2001 | 2.54             | -4.2                   |
| 2002 | 2.38             | -6.0                   |
| 2003 | 2.73             | 14.3                   |
| 2004 | 3.46             | 26.8                   |
| 2005 | 3.92             | 13.3                   |
| 2006 | 4.45             | 13.5                   |
| 2007 | 5.08             | 14.3                   |
| 2008 | 5.28             | 4.0                    |
| 2009 | 5.17             | -2.2                   |
| 2010 | 5.78             | 11.8                   |
| 2011 | 6.31             | 9.2                    |
| 2012 | 6.58             | 4.3                    |
| 2013 | 6.97             | 5.9                    |
| 2014 | 7.68             | 10.2                   |

| Anno | Importo (in milioni di dollari) | variazione percentuale | ammontare in milioni di rupie | variazione percentuale |
| ---- | ------------------------------- | ---------------------- | ----------------------------- | ---------------------- |
| 1997 | 2,889                           | 2.0                    | 10,511                        | 4.6                    |
| 1998 | 2948                            | 2.0                    | 12,150                        | 15.6                   |
| 1999 | 3009                            | 2.1                    | 12,951                        | 6.6                    |
| 2000 | 3460                            | 15                     | 15,626                        | 20.7                   |
| 2001 | 3198                            | -7.6                   | 15,083                        | -3.5                   |
| 2002 | 3103                            | -3.0                   | 15,064                        | -0.1                   |
| 2003 | 4463                            | 43.8                   | 20,729                        | 37.6                   |
| 2004 | 6,170                           | 38.2                   | 27,944                        | 34.8                   |
| 2005 | 7,493                           | 21.4                   | 33,123                        | 18.5                   |
| 2006 | 8,634                           | 15.2                   | 39,025                        | 17.8                   |
| 2007 | 10,729                          | 24.3                   | 44,360                        | 13.7                   |
| 2008 | 11,832                          | 10.3                   | 51,294                        | 15.6                   |
| 2009 | 11136                           | -5.9                   | 53,700                        | 4.7                    |
| 2010 | 14,193                          | 27.5                   | 64,889                        | 20.8                   |
| 2011 | 16,564                          | 16.7                   | 77,591                        | 19.6                   |
| 2012 | 17,737                          | 7.1                    | 94,487                        | 21.8                   |
| 2013 | 18,445                          | 4.0                    | 1,07,671                      | 14                     |
| 2014 | 20,236                          | 9.7                    | 1,23,320                      | 14.5                   |

### Arrivi di turisti stranieri per paese d'origine
| Classifica        | Nazione               | Numero totale di presenze | Percentuale |
| ----------------- | --------------------- | ------------------------- | ----------- |
| 1                 | Stati Uniti d'America | 1,118,983                 | 14.57       |
| 2                 | Bangladesh            | 942,562                   | 12.27       |
| 3                 | Regno Unito           | 838,860                   | 10.92       |
| 4                 | Sri Lanka             | 301,601                   | 3.93        |
| 5                 | Federazione russa     | 269,832                   | 3.51        |
| 6                 | Canada                | 268,485                   | 3.50        |
| 7                 | Malaysia              | 262,026                   | 3.41        |
| 8                 | Francia               | 246,101                   | 3.20        |
| 9                 | Australia             | 239,762                   | 3.12        |
| 10                | Germania              | 239,106                   | 3.11        |
| Totale dei top 10 | Totale dei top 10     | 4,727,318                 | 61.56       |
| Altre nazionalità | Altre nazionalità     | 2,951,781                 | 38.44       |
| Somma totale      | Somma totale          | 7,679,099                 | 100         |

## Turismo per stato e territorio

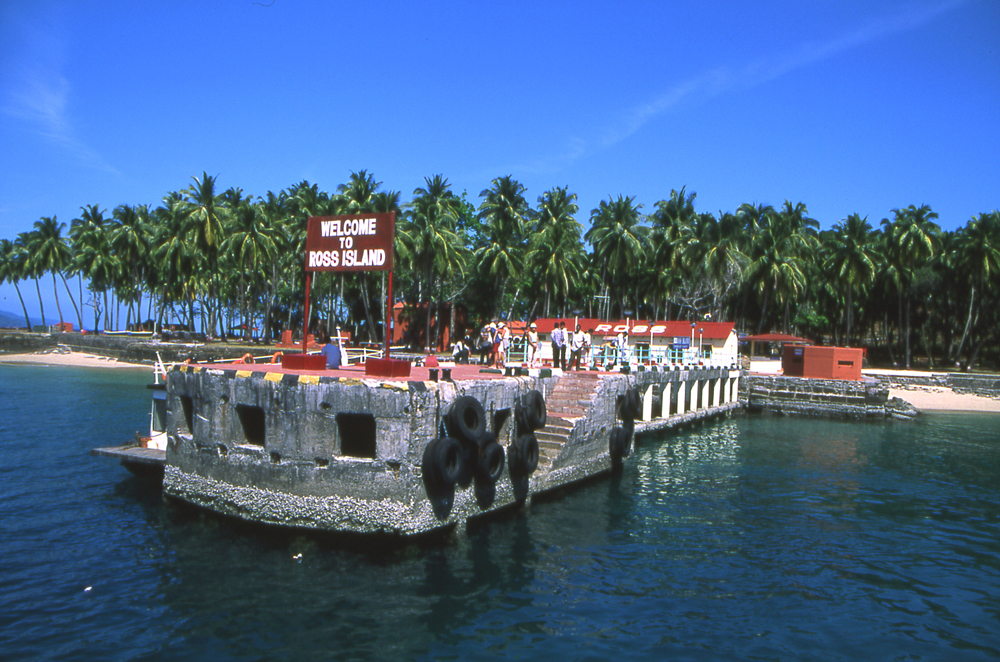
Veduta dal mare di "Ross Island" nelle Andamane.

### Andamane e Nicobare
Il turismo è la principale industria per quanto riguarda le entrate di valuta estera nelle isole Andamane e nelle isole Nicobare. Secondo le stime ufficiali, il flusso dei turisti nelle Andamane è stato raddoppiato a quasi 300.000 nel 2012 dai 130.000 che erano nel biennio 2008-09. Le Andamane sono un arcipelago costituito da oltre 570 isolotti tropicali, delle quali quelle abitate sono solo 36. Alla spiaggia Radhanagar ad Havelock Island è stato conferito il titolo di "Asia Best Beach" nel 2004 dalla rivista Time; è anche indicata come la 7° più spettacolare spiaggia del mondo sull'elenco della stessa rivista.
Barren Island, che si trova a circa 135 km a nord-est della capitale del territorio, Port Blair, è l'unico confermato vulcano attivo presente nell'area dell'Asia meridionale. La storica prigione (il Cellular Jail) di Port Blair è stata utilizzata dai governanti britannici dell'impero anglo-indiano come sede di esilio per i prigionieri politici durante la lotta per l'indipendenza dell'India contro i membri del movimento d'indipendenza indiano dell'arcipelago; attualmente, il complesso carcerario serve in qualità di monumento nazionale.

### Andhra Pradesh
Lo Stato di Andhra Pradesh comprende mete turistiche come colline panoramiche, boschi, spiagge e templi, oltre ad essere la sede di molti centri di pellegrinaggio religioso. Uno studio pubblicato nel 2014 da "The Economic Times" ha rilevato che l'Andra Pradesh era emerso come la destinazione turistica maggiormente preferita per i viaggiatori nazionali con circa il 20 per cento di share nel totale delle visite turistiche nazionali in tutta l'India nel 2012. Lo Stato ha superato la soglia dei 200 milioni di turisti nel 2012 dai 110 milioni che aveva avuto nel 2006.
- Tirupati - la dimora del Signore Venkateswara (il "Tirumala Sri Venkateswara Temple", conosciuto anche come Thiruvengadam), è il secondo centro religioso più ricco e più visitato (di qualsiasi fede) nel mondo.
- Srisailam - la dimora di Sri Mallikarjuna, è uno dei dodici Jyotirlinga del Signore Shiva in India[20]; il tempio di Amaravati è uno dei Pancharama Kshetras, il tempio di Vemulavada ("Sri Raja Rajeshwara Swamy Temple") è una delle antiche dimore di Lord Shiva, reputato come "Dakshina Kashi" o la "Benares dell'India meridionale".
- Il tempio Kanaka Durga della dea Durgā è situato sulla collina denominata Indrakeeladri nella città di Vijayawada, sulle rive del fiume Krishna (fiume). Un gran numero di pellegrini frequentano le feste colorate di Tepotsavam e compiono il santo tuffo nel fiume Krishna durante il festival di Dusshera[21] (o Vijayadasham, il decimo giorno di Navratri).
- Il sito templare di Swamy Mallikarjuna situato a Srisailam nelle colline Nallamala del distretto di Kurnool[22], è la dimora del Signore Mallikarjuna Shiva ed è uno dei dodici santuari Jyotirlinga in India. Rāma vi qui installò la Sahasra-linga, mentre i Pandava ne depositarono il Panchapandava-linga nel cortile del tempio. Durante il periodo dell'impero di Vijayanagara vennero incorporati numerosi monumenti, compresi quelli di Srisailam e i templi di Lepakshi.

I cinque antichi templi indù/mandir dedicati a Shiva, noti come Pancharama Kshetras, sono quelli di Amararama (ad Amaravati), Draksharama (situato sulla sponda orientale del fiume Godavari), Somarama (a Bhimavaram), Ksheerarama (a Palacole) e Kumararama (a Samalkota). Altri luoghi religiosi includono il tempio di Srikalahasti nel distretto di Chittoor, lo "Swami Raghavendra Mutt" di Mantralayam nel distretto di Kurnool, il tempio del Signore Venkateswara di Dwaraka Tirumala nel distretto del Godavari Occidentale, il tempio di Annavaram sulle rive del fiume Pamba nel distretto del Godavari Orientale ed il tempio di Arasavalli-Sūrya nel distretto di Srikakulam ecc, sono anch'essi luoghi di culto per la divina adorazione nello Stato.

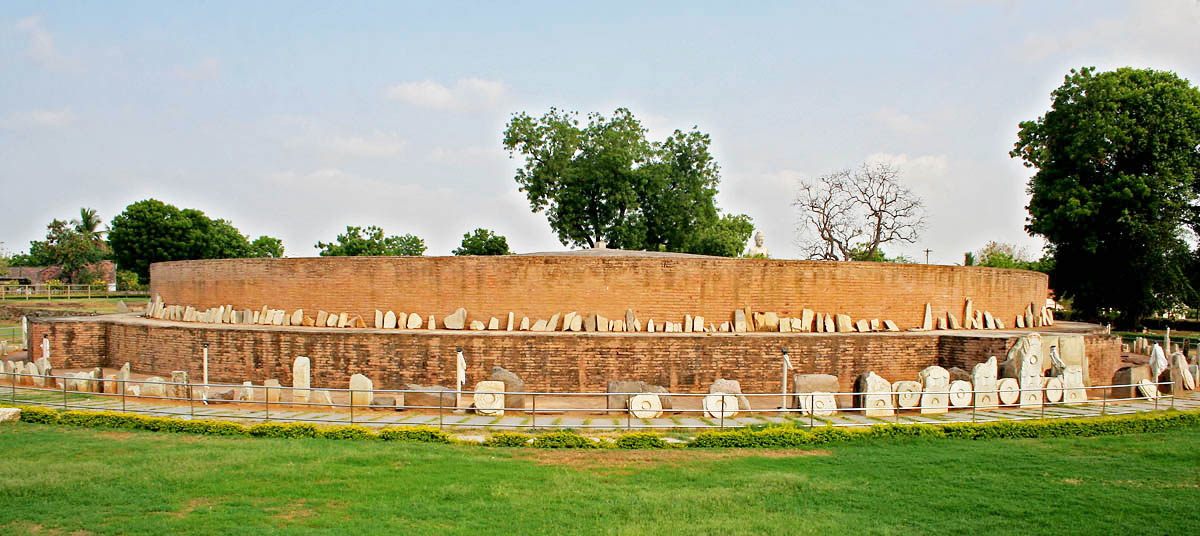
Lo stupa di Amaravati, un importante sito buddista dell'India meridionale, la cui città risale originariamente almeno al 500 a.C. Lo stupa è stato poi adornato con rilievi calcarei e figure del Buddha in posizione eretta.

Alcuni tra i più famosi centri buddhisti si trovano, oltre che ad Amaravati, anche a Nagarjunakonda e Bhattiprolu nel distretto di Guntur, a Ghantasala nel distretto di Krishna, a Sankaram (Bojjannakonda e Lingalakonda), Bavikonda e Thotlakonda (a 15 km da Visakhapatnam) nel distretto di Visakhapatnam, a Ramatheertham nel distretto di Vizianagaram, a Salihundam nel distretto di Srikakulam e Lingapalem nel distretto del Godavari Orientale.
Altri siti frequentati sono le grotte di Pavurallakonda, Chandavaram, Guntupalli, il villaggio di Kumarrilva nei pressi di Tuni, Kotturu Dhanadibbalu vicino a Rampilli, Karukonda, Kapavaram ed infine il villaggio di Nandalur nel distretto di Kadapa.
Tra i centri di pellegrinaggio e i templi induisti, oltre ai già citati "Sri Venkateswara Swami Temple", "Kanaka Durga Temple" (uno dei Shakti Pitha del situato a Vijayawada) e "Sri Mallikarjuna Temple" (uno dei Jyothirlingam situato a Srisilam), abbiamo:
- Lo "Sri Varaha Lakshmi Narasimha Temple" - Situato a Simhachalam vicino a Visakhapatnam e dedicato a Narasiṃha
- Lo "Sri Kalashastiswara Temple" - Situato a Srikalahasti
- Lo "Sri Amaralingeswara Swami Temple" - Uno dei Pancharama situato ad Amaravati
- Lo "Sri Someswara Swami Temple" - Uno dei Pancharama situato a Bhimavaram
- Lo "Sri Rama Kshira Lingeswara Swami Temple" - Uno dei Pancharama della città situato a Palacole
- Lo "Sri Bhimeswara Swami Temple" - Uno dei Pancharama situato a Ramachandrapuram
- Lo "Sri Satyanarayana Swami Temple" - Situato ad Annavaram vicino alla città di Rajahmundry
- L'"Arasavali Temple" - Tempio di Dio del Sole Sūrya si trova a 3 km da Srikakulam quasi sulle rive del Golfo del Bengala
- Lo "Srikurmam" - Tempio dedicato a Visnù a Kurma Avataram anch'esso presso Srikakulam
- Il "Rama Lingeswara Swamy Temple" - Uno dei templi del Signore Shiva situato nel villaggio di Yanamalakuduru vicino a Vijayawada; Maha Shivaratri è una delle festività induiste meglio celebrate in questo Mandir.

#### Attrazioni

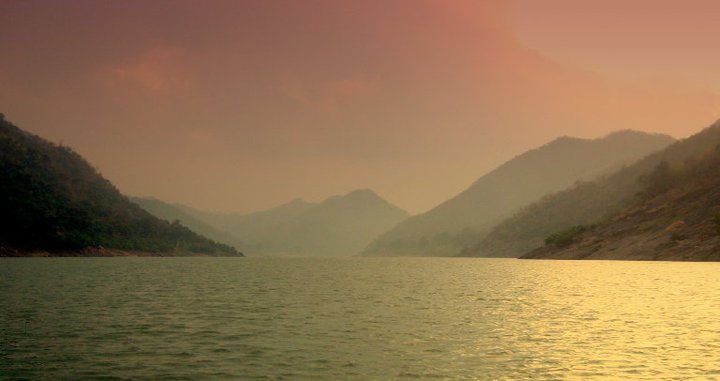
Le prime ore del mattino nella gola di Papikondalu, tra le "Papi Hills".

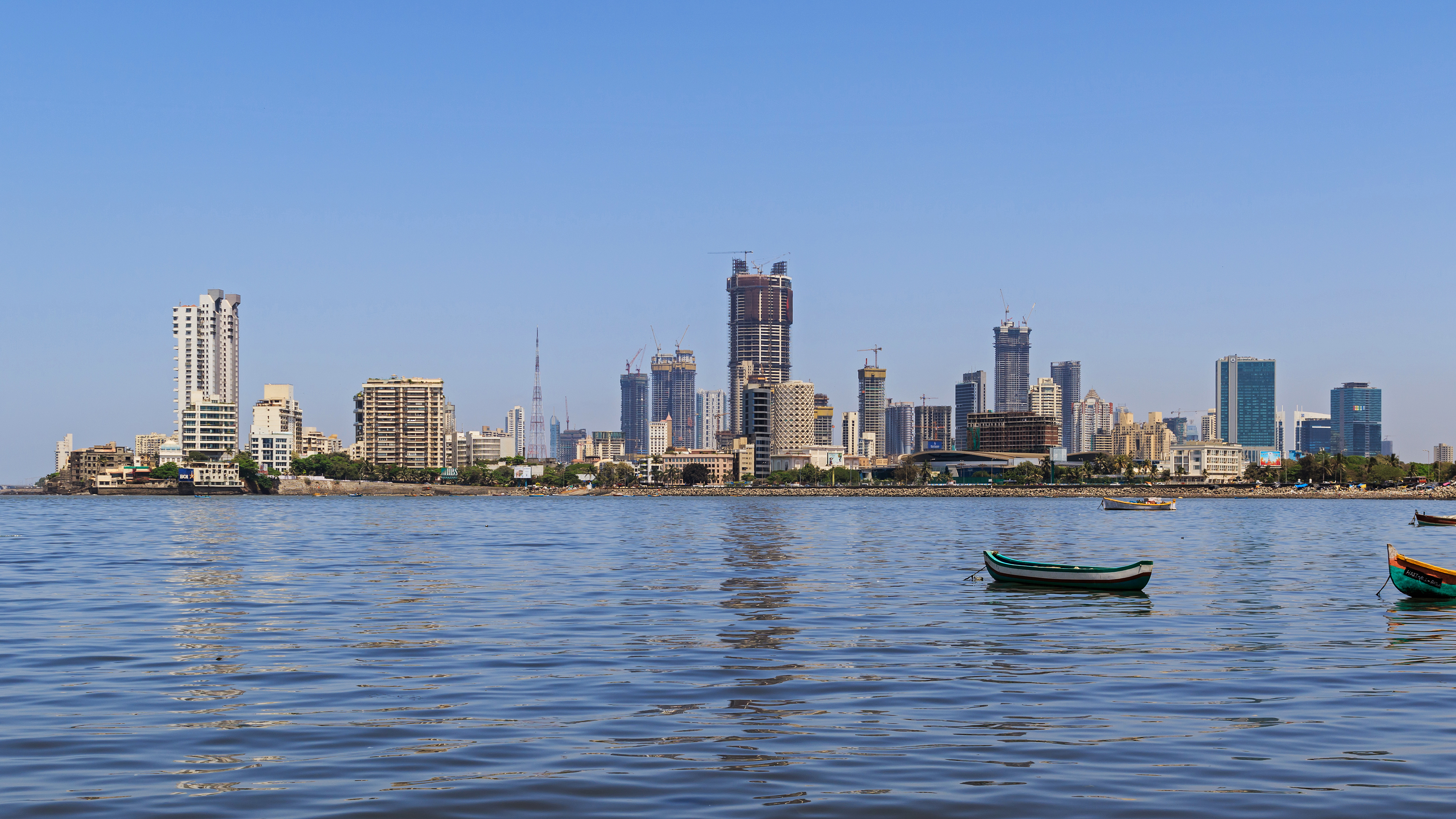
Veduta panoramica di Mumbai.

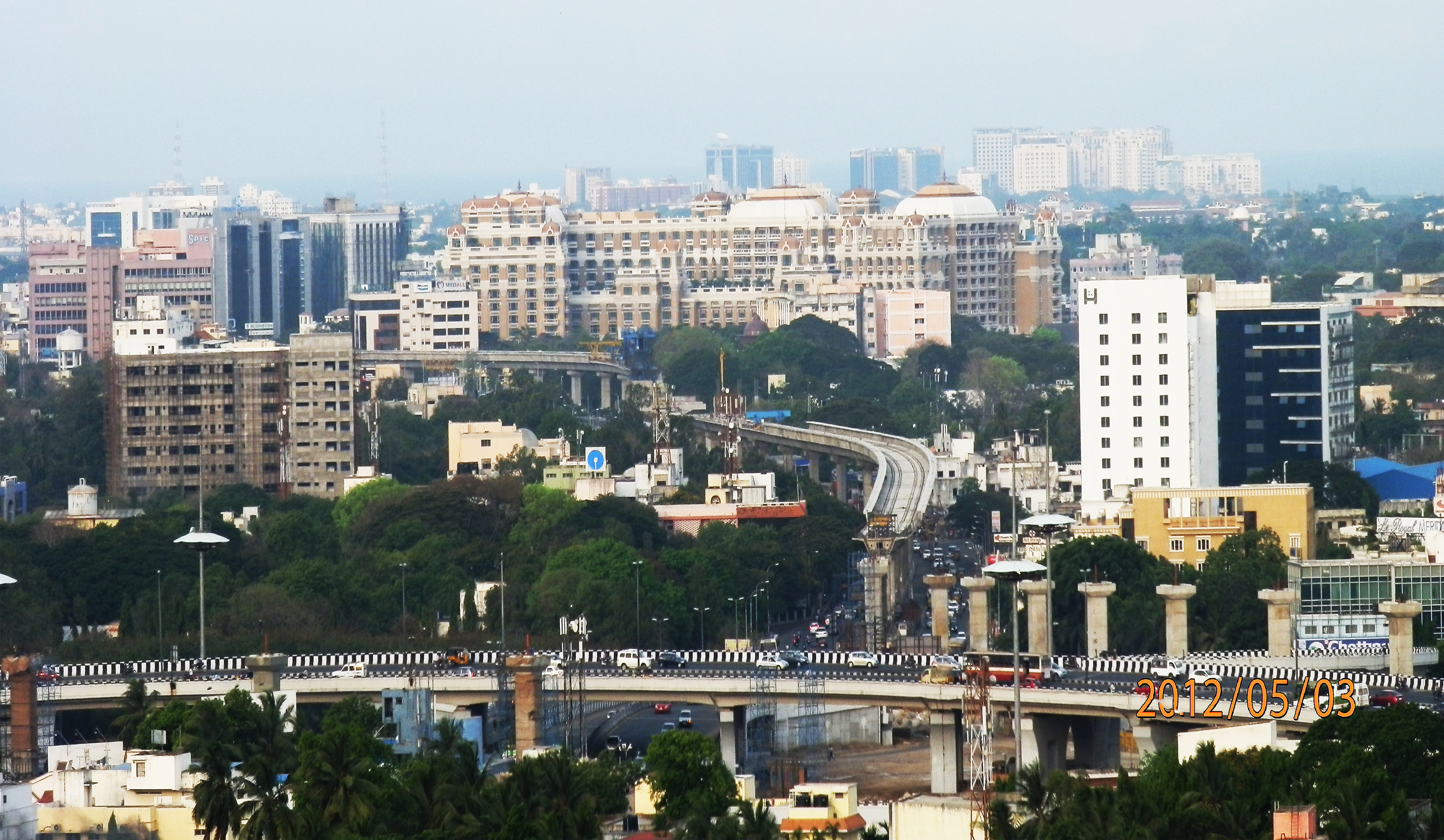
Veduta panoramica di Chennai.

Le spiagge di Visakhapatnam, le grotte calcaree di un milione d'anni a Borra, la pittoresca Valle di Araku, le località collinari di "Horsley Hills", il fiume Godavari che corre attraverso una stretta gola a Papikondalu, le cascate Ethipothalae quelle nei pressi del villaggio di Kuntala, oltre alla ricca biodiversità esistente tutt'attorno alle cascate Talakona nel parco nazionale di Sri Venkateshwara, sono solo alcune delle attrazioni naturali dello Stato.
Visakhapatnam è la patria di molte attrazioni turistiche come il primo museo acquatico dedicato al sottomarino "INS Kursura (S20)", la spiaggia di Yarada e la valle di Araku, il "VUDA Park", il giardino zoologico. Il tempo in Andhra Pradesh è principalmente tropicale ed il momento migliore per visitarlo è nel mese di novembre fino a gennaio inoltrato, mentre la stagione del monsone inizia a giugno e termina a settembre.
Rajahmundry è il fulcro per i grandi monumenti dell'ingegneria e dell'architettura come il Godavari Bridge (la seconda più grande strada dotata di un ponte ferroviario presente in Asia), le "Papi Hills", il tempio dell'Iskcon, la cittadina di Tantikonda, il museo intitolato al generale Arthur Cotton. Un festival unico chiamato "Pushkaram" viene celebrato lungo il fiume Godavari ogni 12 anni e Rajahmundry ed attira 4-5 crore di persone nel corso della sua durata.
- La valle di Araku - Una stazione collinare nel distretto di Visakhapatnam; si tratta di una valle dei Ghati orientali abitata da diverse tribù.
- La spiaggia di Bhimili - si trova a una distanza di 24 km da Visakhapatnam, all'origine del fiume Gosthani[25]; la spiaggia riflette l'insediamento prima olandese e poi britannico.
- Le Grotte Belum nel distretto di Kurnool hanno una lunghezza di 3.229 metri, il che le rende la seconda più grande formazione di grotte naturali presente nel subcontinente indiano. Le Grotte Belum derivano il loro nome dal Bilum, la parola in lingua sanscrita per grotte; sono lunghi passaggi, con spaziose camere, gallerie d'acqua dolce e condotti. Il punto più profondo è di 37 m dall'ingresso ed è noto come Patalganaga.
- Le Grotte Borra - Vaste grotte scavate nella terra ad una altitudine di circa 800-1300 metri, sono famose per le formazioni di stalattiti e stalagmiti lungo un tempo durato milioni di anni. Esse sono stati scoperti dal geologo britannico William King George nel 1807 ed hanno preso il nome da una formazione all'interno delle grotte che sembra come quella di un cervello umano, che in lingua telugu è noto come "Burra".
- Isole Bhavani - Una meta turistica unica per soggiornare e visitare vicino a Vijayawada
- Kailash Giri - Paesaggio di montagna che cade a lato della spiaggia situato nella città di Visakhapatnam.
- Lepakshi - Questo è il sito del più grande Nandi monolitico (un toro divino, cavalcatura del Signore Shiva) nel mondo, (lunghezza 27 piedi, altezza 15 piedi), si trova a 15 km (9,3 miglia) ad est di Hindupur.
- Il lago Kolleru è uno dei maggiori laghi d'acqua dolce dell'India.

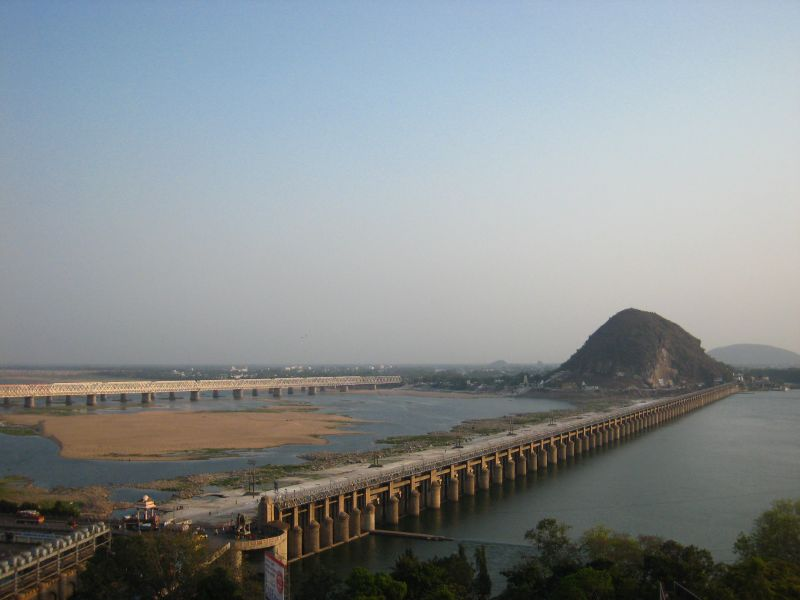
Veduta di "Prakasam Barrage"

- La struttura "Prakasam Barrage" si estende per 1.223,5 m attraverso il fiume Krishna (fiume) che collega il distretto di Krishna al distretto di Guntur. La diga serve anche come un ponte stradale e si estende su un lago; i tre canali associati con lo sbarramento eseguito attraverso la città di Vijayawada l'attraversano dandogli un aspetto veneziano.
- Il Lago Pulicat, a cavallo del confine con il Tamil Nadu, è sede d'un importante centro spaziale; si estende su una superficie di 500 km². Si tratta di una laguna di acqua salmastra, la seconda più grande dell'India, ed è situato lungo la costa del Golfo del Bengala. Il lago comprende il "Pulicat Lake Bird Sanctuary" che attira molti uccelli migratori ed è anche una alimentazione e nidificazione per gli uccelli acquatici e terrestri come la cicogna, il pellicano etc.
- "Thimmamma Marrimanu" - Il più grande albero di banian (Ficus macrophylla) del mondo[26]; registrato Guinness dei Primati fin dal 1989, i suoi rami si sviluppano su quasi 5 acri (2,0 ettari). Situato a circa 35 km da Kadiri.

### Arunachal Pradesh
Il territorio corrispondente all'attuale Arunachal Pradesh trova menzione nella letteratura costituita dal Kalika Purana e dal Mahābhārata; il luogo dovrebbe corrispondere alle Montagne Prabhu menzionate dai Purāṇa. È stato qui che Parashurama si è mondato dai propri peccati, dove il saggio Vyāsa ha meditato ed in cui il sovrano Bhishmaka ha fondato il proprio regno, facendo inoltre incontrare a Krishna la sua futura consorte Rukmini.
Il lavoro archeologico, ampiamente sparpagliato nel territorio segna la sua presenza in luoghi diversi dell'Arunachal, testimoniandone in tal maniera il ricco patrimonio culturale; nascosto nella punta nordorientale dell'India, invita nelle sue pittoresche colline e valli, a godere del suo clima e ad incontrare la sua gente semplice e ospitale, con il loro patrimonio glorioso di arti e mestieri e festival colorati che riflettono la loro antica fede nel potere inesorabile della natura.

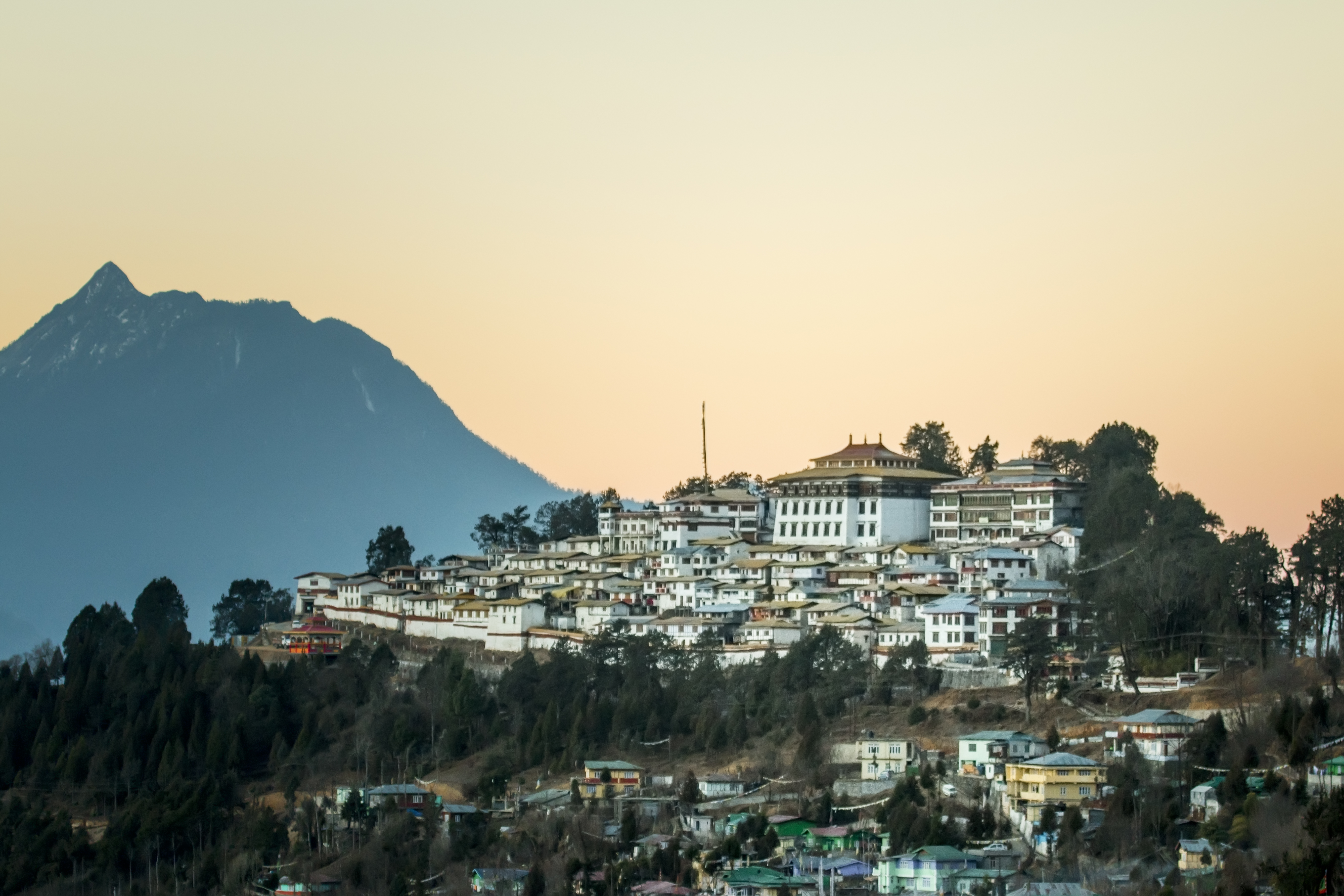
Il monastero di Tawang, il più grande in India e il secondo più vasto al mondo dopo il Palazzo del Potala a Lhasa, in Tibet.

Il visitatore ha una grande varietà di opzioni tra cui scegliere; vi sono luoghi di culto e di pellegrinaggio, come il centro di pellegrinaggio di Parshuram Kund ed il monastero risalente al XVII secolo di Tawang, o in alternativa dei siti di scavi archeologici come Malinithan e Itanagar (nonché capitale dello Stato), la serena bellezza di specchi d'acqua come il lago Ganga o il lago Sela od infine le numerose varianti di bellezza paesaggistica concesse dallo snow-clad: vette argentate e verdi prati, dove migliaia di specie di flora e fauna prosperano. Inoltre, lo Stato prevede la possibilità per la pesca con l'amo, il canottaggio, il rafting, il trekking e l'escursionismo; vi sono poi una serie di santuari della fauna selvatica e dei parchi nazionali in cui gli animali rari, uccelli e piante riescono ad affascinare il visitatore.
La natura ha fornito le persone di un profondo senso di bellezza che trova piacevole espressione nei loro canti, balli e nell'artigianato. Il clima varia da caldo ad umido con forti piogge nella catena dello Shivalik. Diventa progressivamente più freddo come ci si muove verso nord ad altitudini più elevate. Alberi di grandi dimensioni, l'abbondanza nel numero degli scalatori che vi si trovano e la ricchezza di canna e bambù fanno dell'Arunachal un "evergreen"; considerato ospitare "tesori della natura" e per esser sede di alcuni tipi di orchidea noti per la loro variopinta fioritura, da uno dei taxa dominante con oltre seicento specie, che si verificano in diverse altezze e grazie alle le condizioni climatiche presenti in tutto lo Stato.

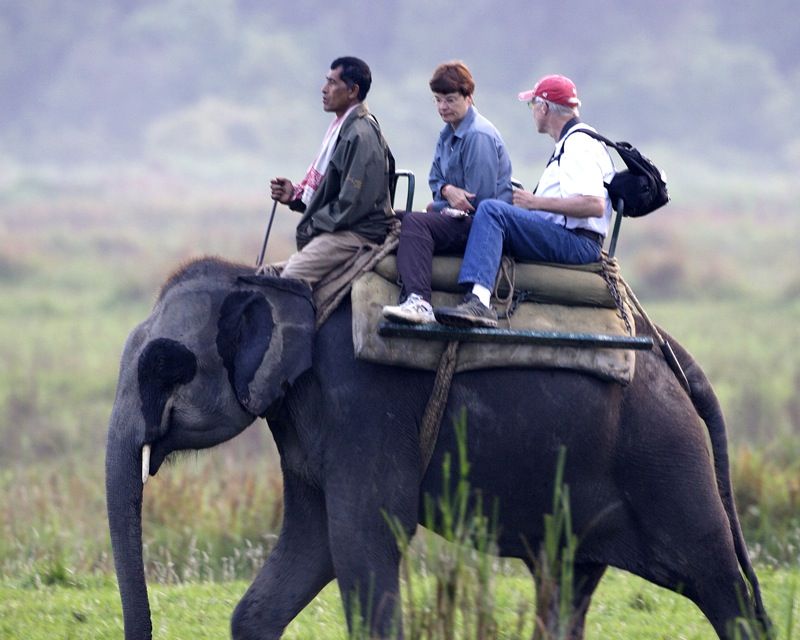
Un safari sulla groppa dell'elefante indiano all'interno del parco nazionale di Kaziranga.

### Assam
L'Assam è lo Stato centrale della regione più a nordest dell'India e funge da porta d'accesso per il resto degli stati confinanti. L'Assam vanta di famose riserve naturali della fauna selvatica, come il parco nazionale di Kaziranga - che ospita il rinoceronte indiano - il parco nazionale di Manas, il parco nazionale di Dibru-Saikhowa, il parco nazionale di Nameri ed il "Pobitora Wildlife Sanctuary" (questi primi due sono patrimoni dell'umanità dell'UNESCO); la più grande isola fluviale del Brahmaputra a Majuli, nota anche per le sue sedi istituzionali ("Sattras") del vishnuismo; la storica Sibsagar famosa per i monumenti antichi del regno Ahom; la città di Tezpur con le suggestive proprietà risalenti al periodo dell'impero anglo-indiano.
Il clima è in gran parte subtropicale; l'Assam subisce il monsone indiano ed ha una delle più alte densità forestali dell'intera India: i mesi invernali (da metà ottobre alla fine della prima metà di aprile) sono il periodo migliore per visitarlo. Il patrimonio presente nel sito di Madan Kamdev è dello stesso tipo di quello di Khajuraho e si trova a soli 30 km da Guwahati; insieme con il Madan Kamdev il turista può visitare l'antico tempio Gopeswar Mandir situato nel villaggio di Deuduar vicino a Guwahati.

### Bengala occidentale
Il Victoria Memorial di Kolkata, costruito durante il Raj britannico

### Bihar
Il Bihar è uno dei più antichi luoghi abitati continuativamente al mondo, con una storia di oltre 3 millenni. La ricca cultura e il patrimonio artistico dello Stato è evidente dagli innumerevoli monumenti antichi che punteggiano tutto questo territorio dell'India orientale. La regione è anche il luogo di Aryabhata, Ashoka il grande, Chanakya, Mahavira, Guru Gobind Singh, Chandragupta Maurya, Vatsyayana, Sher Shah Suri e molti altri grandi personaggi storici.
In media, 20 milioni di turisti nazionali e 1 milione di turisti stranieri visitano il Bihar ogni anno.
- Patna - La capitale del Bihar, famosa per la sua ricca storia e l'architettura reale.
- Distretto di Gaya - Noto per la città di Bodh Gaya, il luogo in cui Gautama Buddha raggiunse l'illuminazione.
- Muzaffarpur - Famosa per i suoi centri educativi.
- Kesariya - Qui è posizionato il più grande Stupa buddista del mondo.
- Nālandā - Sede di una delle università più antiche del mondo.
- Sasaram - Qui è situata la tomba di Sher Shah Suri, il grande imperatore dell'India medievale fondatore della dinastia Suri.
- Fiera del bestiame di Sonepur - La fiera dei bovini di Sonepur o "Sonepur Mela", è la più grande fiera del bestiame dell'intero continente asiatico e si estende per una durata che va dai quindici giorni ad un mese.
- Takht Sri Patna Sahib - Uno dei famosi pellegrinaggi Sikh noto per essere il luogo di nascita del decimo Guru Sri Guru Gobind Singh Sahib.
- Darbhanga - È tra le più antiche città del Bihar. Famosa per i forti dei Maharaja ed il tempio dedicato alla Dea Kālī.
- Munger - Sede dell'unica università Yoga al mondo, la "Bihar School of Yoga" fondata da Satyananda Saraswati nel 1964; possiede inoltre anche luoghi religiosi come uno degli Shakti Pitha.
- Deoghar - Uno dei famosi pellegrinaggio indù noto per il "Satsang Ashram" di Sri Thakur Anukulchandra.
- Vaishali - Il Signore Mahavira nasce nella periferia di questa antica città, ed è vissuto a Vaishali fino all'età di 22 anni.

Il Bihar è inoltre uno dei territori più sacri di varie religioni, come l'induismo, il buddhismo, il giainismo, il sikhismo e l'Islam. Famose attrazioni comprendono il tempio di Mahabodhi, un tempio buddista che è patrimonio mondiale dell'UNESCO, le grotte di Barabar - le più antiche grotte intagliate nella roccia (vedi architettura rupestre) in India, la biblioteca nazionale "Khuda Bakhsh Oriental Library" di Patna, con migliaia di manoscritti ed aperta al pubblico nel lontano 1891.

### Chandigarth

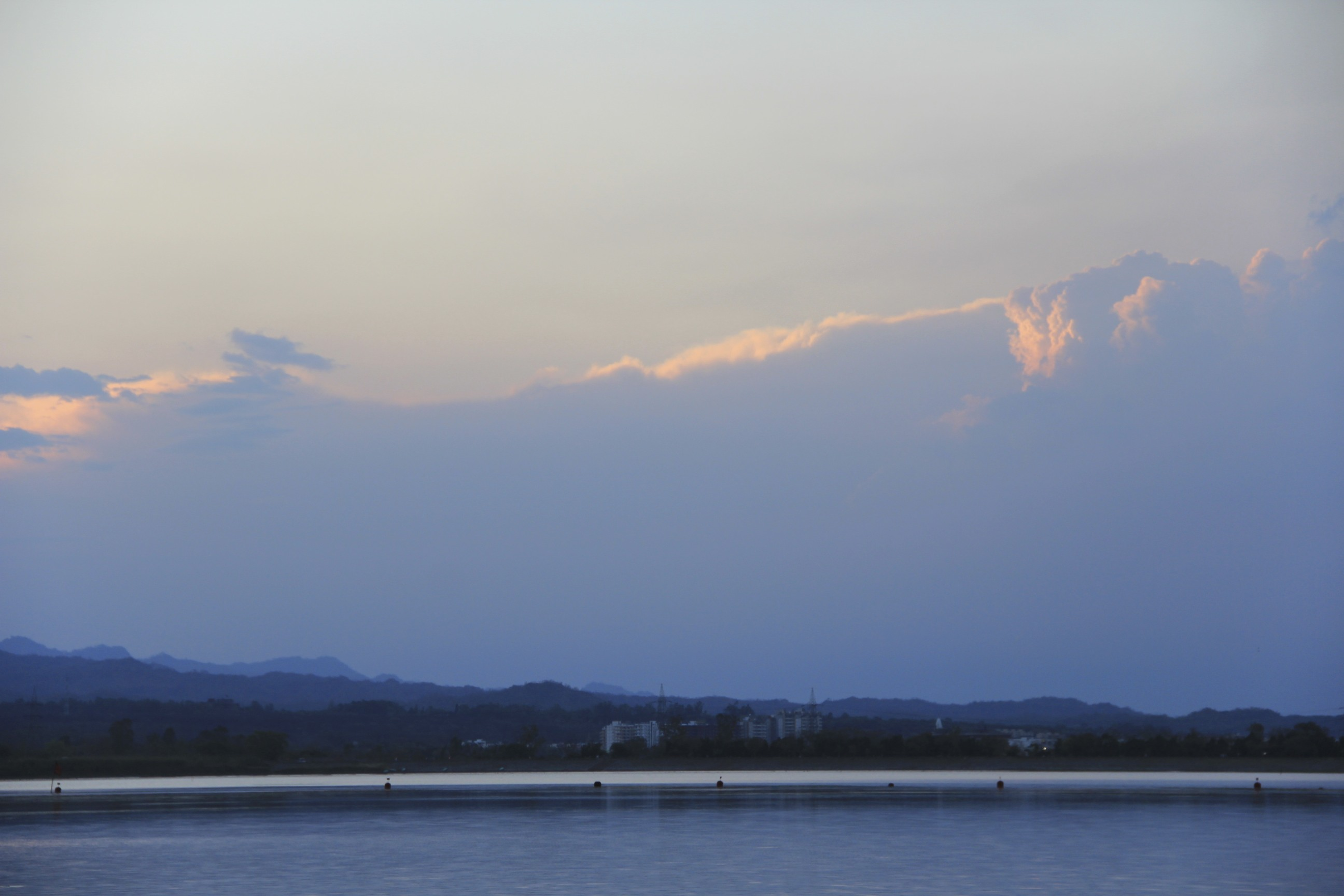
Veduta del lago Sukhna.

Chandigarh è una città situata ai piedi dell'Himalaya e si trova oggi ad essere la capitale di due stati - Punjab (India) e Haryana. Denominata anche la "Città Bella" possiede varie attrazioni turistiche come il "Nek Chand Rock Garden" (giardino roccioso di Chandigarth), il giardino botanico "Zakir Hussain Rose Garden", il lago Sukhna, il monumento Open Hand (struttura progettata dall'architetto Le Corbusier) ecc. Questo luogo è stato registrato come la città più pulita dell'India dal "Ministero dello Sviluppo Urbano". Una vista maestosa delle colline Shivalik compresa Kasauli è visibile da qui.

### Chhattisgarh
Quello di Chhattisgarh è uno Stato nuovo, ma con una civiltà antica, che può essere compresa visitandone le innumerevoli rovine storiche. Il paese è benedetto dalla natura con magnifiche cascate, montagne, foreste e fauna selvatica. Lo Stato del Chhattisgarh ha inoltre il 41.33% della sua superficie come foreste verdi ed è una delle più ricche aree il biodiversità del paese. Ci sono molte attrazioni turistiche da visitare.

### Delhi
Delhi è il territorio della capitale dell'India, che assomma a quasi 14 milioni di abitanti. Una raffinata miscela di vecchio e nuovo, antico e moderno, Delhi è un melting pot di culture e religioni. La città contribuisce nei campi dell'architettura, con monumenti, vie ampie e spaziose ecc; è stata inoltre la capitale di numerosi imperi che hanno governato l'India, il che la rende ricca di storia. I suoi governanti hanno per lo più lasciato alle spalle i loro stili architettonici di marchio.
Delhi ha attualmente molti monumenti storici di fama e punti di riferimento come il forte Tughlaqabad, il Qutb Minar, la vasta fortificazione di Purana Qila, i Lodhi Gardens, la Jama Masjid, la tomba di Humayun, il Red Fort e il mausoleo tombale dedicato a Safdarjung. Monumenti moderni includono il giardino astronomico di Jantar Mantar (Nuova Delhi), la Porta dell'India, il Rashtrapati Bhavan ("residenza presidenziale") è la sede ufficiale del presidente della repubblica indiana), il Tempio di Laxminarayan, il tempio del loto (un tempio bahai) ed infine il complesso templare di Akshardham.
Nuova Delhi è famosa per la sua architettura coloniale britannica, le strade larghe e i viali alberati. Delhi è sede di numerosi punti di riferimento politici, musei nazionali, santuari islamici, templi indù, parchi verdi e centri commerciali alla moda.

### Goa
Goa è una delle più famose destinazioni turistiche in India. Ex colonia dell'impero portoghese, Goa è famosa per le sue splendide spiagge, le chiese cristiane in stile occidentale, i templi indù e i santuari della fauna selvatica. La Basilica di Bom Jesus, il Tempio Mangueshi, le cascate Dudhsagar e il tempio di Shantadurga sono famose attrazioni di Goa. Recentemente un mondiale Museo delle cere ha anche aperto a Goa Velha e si trova ad ospitare un certo numero di personalità della storia, della cultura e del patrimonio mondiale indiano.
Il Carnevale di Goa è un evento di fama mondiale, con maschere colorate e carri, tamburi e riverberante musica e spettacoli di danza.

### Gujarat
Il Gujarat è il settimo Stato più grande dell'India, situato nella parte occidentale della nazione, con una linea costiera di 1600 km (la più lunga del subcontinente indiano); è anche decimo nella classifica di popolarità per il turismo con arrivi annuo di 18,9 milioni di visitatori.

### Haryana
I luoghi di pellegrinaggio dell'Haryana sono affollati da devoti tutto l'anno, che visitano i luoghi di culto alla ricerca di benedizioni divine e felicità eterna. Lo Stato di Haryana ha una lunga tradizione storica e culturale che si manifesta nei numerosi luoghi di culto; alcune delle mete più notabili sono:
- Kurukshetra - Il luogo storico di Kurukshetra è la culla della civiltà indù. Nelle sue vicinanze s'è immortalato il feroce campo di battaglia della "terra santa", testimone del discorso tra il potente e valoroso sovrano Krishna e il suo auriga divino Arjuna descritto nella Bhagavadgītā.
- Jyotisar
- Thanesar
- Pehowa
- Khatushyam - Luogo santo commemorante uno degli eventi più importanti del Mahābhārata
- Panchkula
- Le Dhosi Hill

### Himachal Pradesh
Il territorio dell'Himachal Pradesh è famoso per i suoi paesaggi himalayani e le popolari stazioni collinari. Molte attività all'aria aperta come l'arrampicata, mountain biking, parapendio, pattinaggio su ghiaccio e l'eliscì sono popolari attrazioni turistiche dell'Himachal Pradesh.
Shimla, la capitale dello Stato, è molto popolare tra i turisti. La Ferrovia Kalka-Shimla è una ferrovia di montagna che è un patrimonio mondiale dell'UNESCO. Shimla è anche una famosa stazione sciistica indiana. Altre stazioni di collina popolari del paese includono Manali e Kasauli.
Dharamsala, sede del Dalai Lama, è nota per i suoi monasteri tibetani e i templi buddisti; anche molte spedizioni di trekking iniziano anche da qui.

### Jammu e Kashmir
Il territorio di Jammu e Kashmir è uno dei più settentrionali dell'India. Lo Jammu è noto per il suo paesaggio pittoresco, gli antichi templi e le moschee, i santuari indù e musulmani, e poi castelli, giardini e fortezze.

### Jharkhand
Lo Jharkhand è uno Stato orientale dell'India formato nel 2000. È noto per la sua superficie costituita da riserve forestali. Una delle più grandi attrazioni turistiche presenti è quella dello "Vaidyanath Jyotirlinga" situato nel distretto di Deoghar.

### Karnataka
Il Karnataka è stato classificato come quarta destinazione più popolare per il turismo tra gli Stati dell'India; esso ha inoltre il più alto numero di monumenti nazionali protetti in India, che assommano a 507.
Le dinastie Kannada come quella Kadamba, i Chalukya, Rashtrakuta, Hoysala, l'impero di Vijayanagara e il regno di Mysore hanno nel corso dei secoli governato porzioni più o meno ampie di quel territorio che è oggi il Karnataka: hanno tutte poi costruito grandi monumenti al buddismo, al giainismo e all'induismo. Questi monumenti sono conservati a Badami, Aihole, Pattadakal, Mahakuta, Hampi, Lakshmeshwar, Sudi, Hooli, alle Nandi Hills; poi a Kolar, Mudbidri, Gokarna, Bagali, Kuruvatti e molti altri.
Notevoli islamici monumenti sono presenti a Bijapur, Bidar, Gulbarga e Raichur dall'altra parte dello Stato.

### Kerala
Il Kerala è uno Stato posizionato sulla costa tropicale di Malabar nell'India sud-occidentale. Soprannominato come uno dei "10 paradisi del mondo" dalla National Geographic Society, il Kerala è famoso soprattutto per le sue iniziative di ecoturismo. La sua cultura e tradizioni uniche, insieme con la sua variegata demografia, l'ha reso una delle mete turistiche più popolari dell'intera India; crescendo ad un tasso del 13,31%, l'industria del turismo contribuisce in modo significativo all'economia dello Stato. Il Kerala è inoltre noto per le sue lagune tropicali e spiagge incontaminate come Kovalam.

### Madhya Pradesh
Lo Stato del Madhya Pradesh è apprezzato soprattutto per le bellezze naturalistiche in quanto contiene alcune delle cascate più alte dell’India – quelle di Rajat Prapat e la riserva naturalistica di Pachmari.
La montagna più alta del Madhya Pradesh supera i 1300 metri s.l.m. ed è l’Hathi Shikhar.

### Ladakh
Negli ultimi decenni, l'intera regione del Ladakh è emersa essere come un importante fulcro per il turismo d'avventura. Questa parte della Grande catena Himalayana chiamato "luna sulla terra" è costituito da picchi nudi e profonde gole. Leh, la capitale, è anch'essa un luogo turistico in crescita.

### Maharashtra
Il Maharashtra è lo Stato più visitato in India dai turisti stranieri, con oltre 5,1 milioni di arrivi ogni anno. Il paese vanta anche di un gran numero di sedi religiose popolari e venerate che sono fortemente frequentate dalla gente del posto, così come dai visitatori nazionali. Aurangabad è la capitale del turismo del Maharashtra.
Mumbai è la più famosa città cosmopolita della nazione e un luogo ideale per vivere appieno l'India moderna; è famosa per Bollywood, la più grande industria cinematografica del mondo. Inoltre, Mumbai è famosa per i suoi club, i negozi e la gastronomia di alto livello.

### Manipur
Lo Stato orientale di Manipur, come il nome suggerisce, è una terra di gioielli. La sua ricca cultura eccelle in ogni aspetto, come nelle arti marziali, nella danza, nel teatro e nella scultura. Il fascino del luogo e il paesaggio verdeggiante con un clima mite lo rendono un autentico paradiso per i turisti.

### Meghalaya
Lo Stato orientale di Meghalaya ha alcune delle più vaste foreste superstiti del paese. Costituisce pertanto uno dei circuiti dell'ecoturismo più importanti della nazione a tutt'oggi. Le foreste subtropicali meghalayane supportano una grande varietà di flora e fauna; il paese ha due parchi nazionali e tre riserve naturali.

### Mizoram
Lo Stato orientale di Mizoram è considerato da molti come un bel posto per il suo paesaggio drammatico ed il clima piacevole. Lo Stato è ricco di biodiversità nel campo degli uccelli, il che gli dona il potenziale per farne un'importante destinazione per il birdwatching.

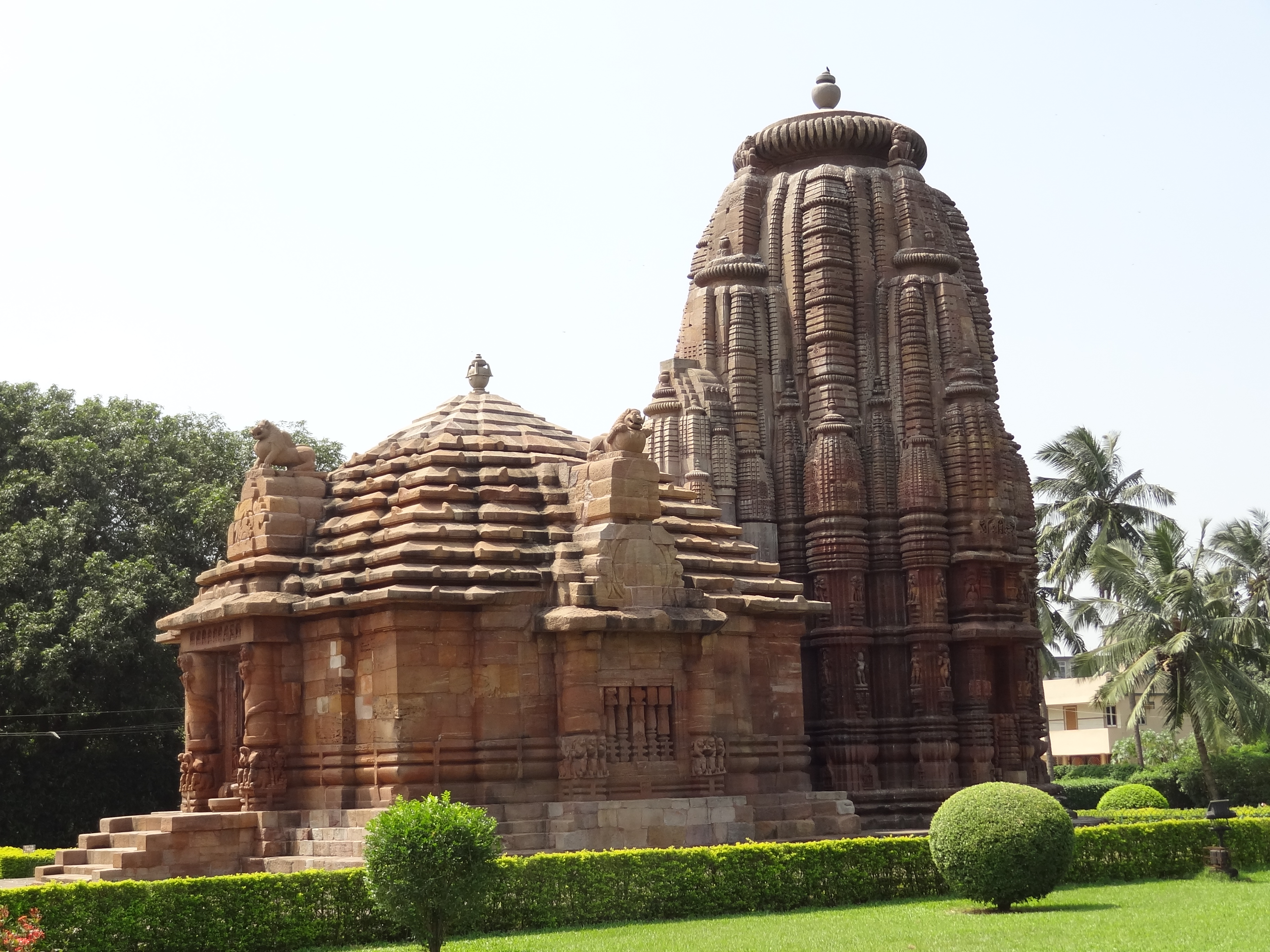
Il tempio Rajarani di Bhubaneswar.

### Orissa
L'Orissa è stata una delle mete preferite dai giorni più remoti per le persone che hanno un interesse per la spiritualità, la religione, la cultura, l'arte e la bellezza naturale. Tra i siti, le città e i luoghi di maggior interesse vi sono Bhubaneswar, Cuttack, Puri, Salbalpur, Berhampur, il parco nazionale di Simlipal, Dhenkanal e Balasore.

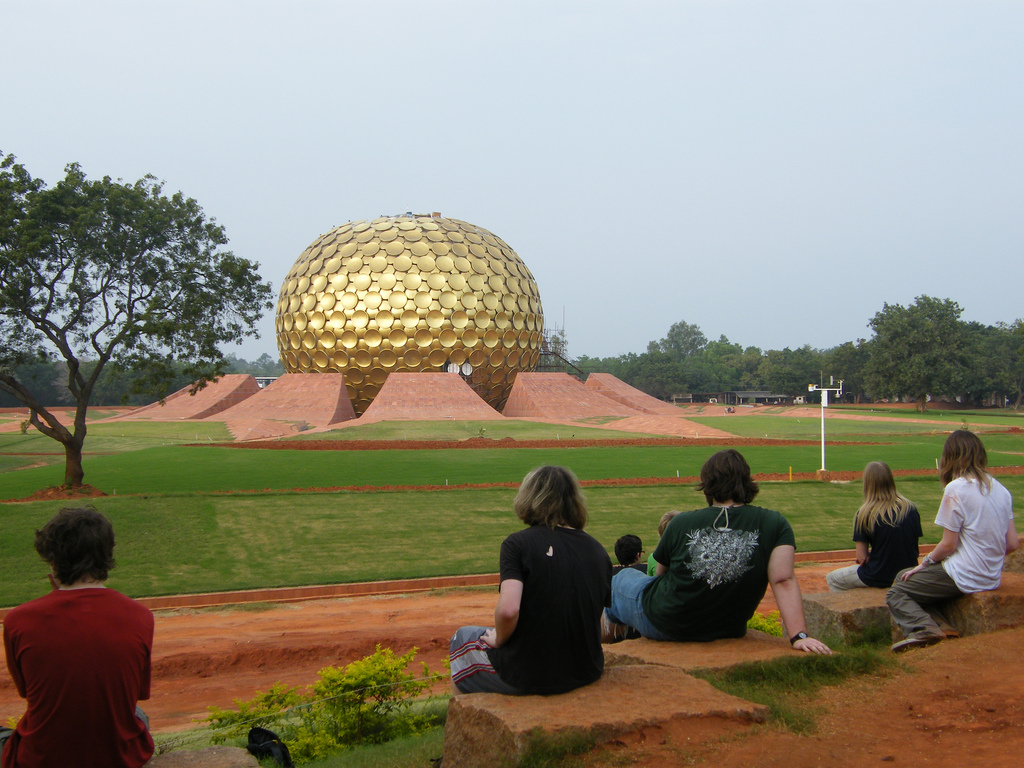
Il Matrimandir, una sfera metallica dorata eretta ad Auroville nel territorio di Pondicherry.

### Pondicherry
La città ha molti bei palazzi coloniali, chiese, templi e statue, che, combinate con l'urbanistica sistematica i e viali in stile francese ben pianificati, ancora conservano gran parte del atmosfera coloniale.

### Punjab
Lo Stato del Punjab (India) è rinomato per la sua cucina, la cultura e la storia. Il paese ha una vasta rete di trasporto pubblico e di pubbliche comunicazioni; alcune delle principali città dello Stato sono Amritsar, Jalandhar, Patiala, Nabha e Ludhiana.

### Rajasthan
Lo Stato del Rajasthan, che letteralmente significa "Terra dei Re", è una delle mete turistiche più attraenti dell'India occidentale. Le vaste dune di sabbia del deserto di Thar attirano milioni di turisti da tutto il mondo ogni anno.

#### Attrazioni
- Jaipur - La capitale del Rajasthan, famosa per la sua storia e la ricca architettura reale, tra cui il palazzo di Jaipur. Ospita anche il celebre Hawa Mahal o "Palazzo dei venti"
- Jodhpur - Città-Fortezza posizionata ai bordi del gran deserto del Thar, famosa per le sue case dipinte di blu e l'originale architettura.

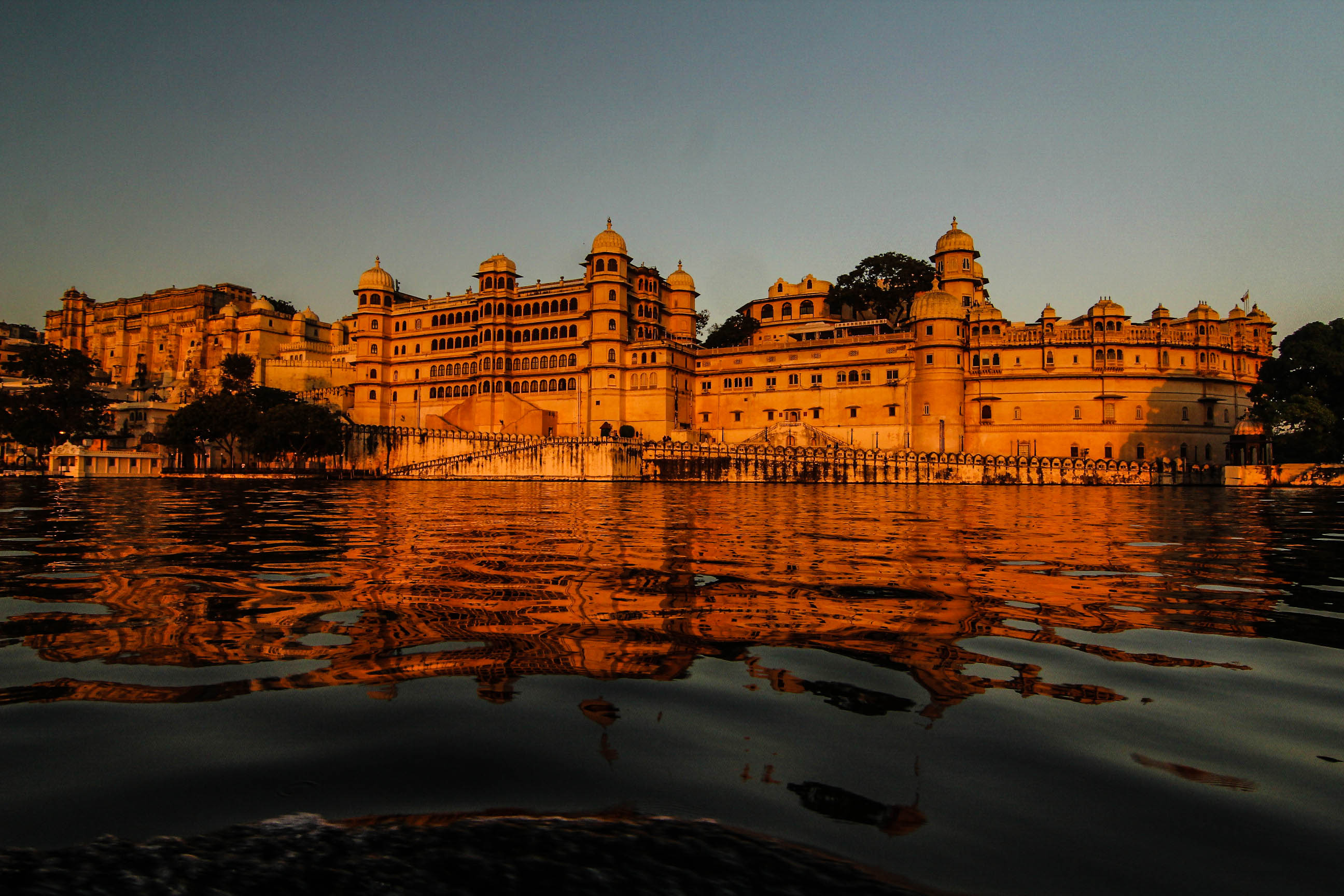
Veduta del palazzo di Udaipur sul lago Pichola.

- Udaipur - Conosciuta come la "Venezia" indiana.
- Jaisalmer - Famosa per la sua fortezza d'oro (uno dei più grandi forti esistenti), i suoi magnifici palazzi (Havelis), il lago, il parco fossile, il safari nei campi del deserto di dune, i parchi nazionali, i templi dei Giainismo. La città è conosciuta anche come la "città d'oro".
- Ajmer - Città santa, famosa per il santuario dedicato al santo del sufismo del XII secolo Saikhllnt Khwaja Moinuddin Chishti.
- Barmer - Barmer e dintorni offrono una perfetta immagine dei tipici villaggi del Rajasthan.
- Bikaner - Famosa per la sua storia medievale come avamposto e via commerciale.
- Mount Abu - è una popolare stazione collinare, la vetta più alta dei Monti Aravalli; il picco denominato Guru Shikhar si trova qui.

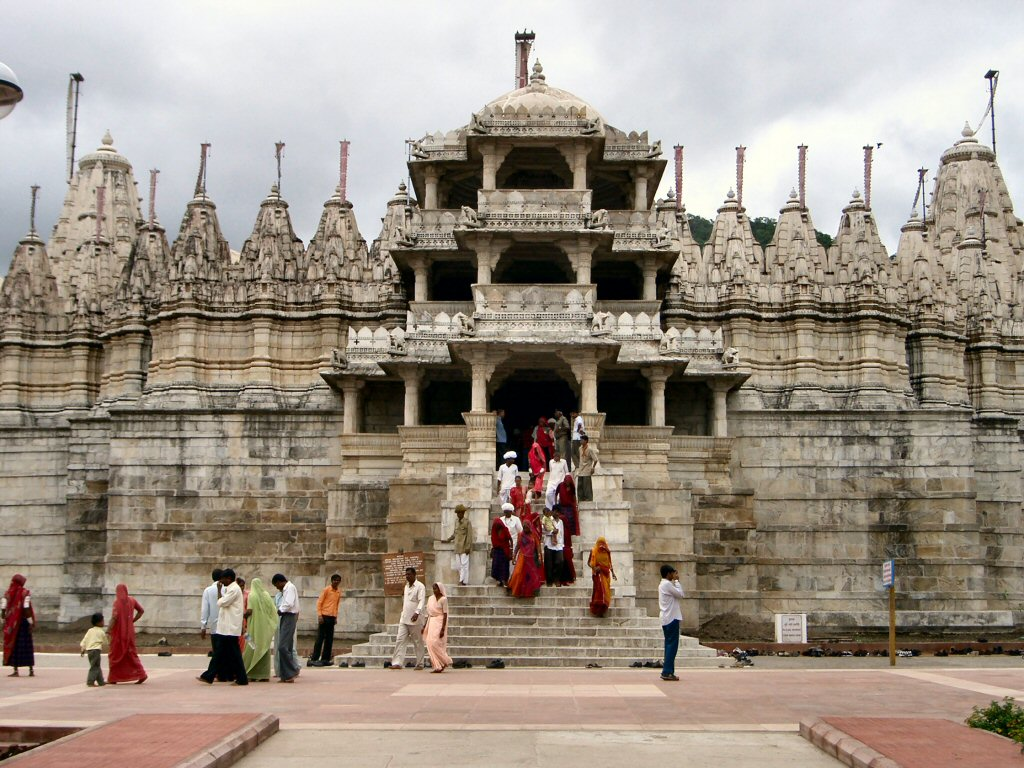
Uno dei grandi templi giainisti di Ranakpur.

- Ranakpur - Grande complesso di templi del Giainismo, con circa 1.444 colonne e sculture in marmo squisiti.
- Pushkar - Possiede l'unico tempio in attività dedicato a Brahmā nel mondo, famosa inoltre per l'annuale asta dei cammelli.
- Parco nazionale di Keoladeo - Un patrimonio dell'umanità dell'UNESCO.
- Nathdwara - Questa città vicino a Udaipur ospita il famoso tempio dedicato a Shrinathji.
- Sawai Madhopur - Famosa per il Parco nazionale di Ranthambore con, al suo interno, lo storico forte Ranthambore.
- Shekhawati - Conosciuta per le Haveli tradizionali.
- Dhosi Hill - un vulcano spento del periodo vedico, situato nei pressi del villaggio di Dhosi nel Distretto di Jhunjhunu. Ospita inoltre anche il Chyvan Rishi Ashram.

### Telangana
Lo Stato del Telangana possiede e conserva un ricco patrimonio storico e culturale ed è uno dei luoghi turistici più frequentati nell'India meridionale. Anche conosciuta come "La città delle perle", Hyderabad è oggi una delle conformazioni urbane meglio sviluppate del paese oltre ad essere un moderno centro di tecnologia dell'informazione, ITES, e di biotecnologia. Hyderabad è conosciuta per la sua ricca storia, cultura poliglotta ed architettura che rappresentano il suo carattere unico come punto di incontro tra il Nord e il Sud dell'India.
Hyderabad è classificata come il secondo miglior posto al mondo che si dovrebbe vedere nel 2015 secondo la relazione della guida annuale della rivista di 'Traveler' National Geographic
- Il Birla Mandir di Hyderabad è un tempio indù di marmo bianco dedicato a Sri Venkateshwara posto sul Naubath Pahad.
- Il Tempio Ramappa e il Tempio dei 1000 pilastri a Warangal (dedicato ala triade Shiva, Visnù e Sūrya)[39] sono famosi per le loro sculture risalenti al tempo della dinastia Kakatiya.
- La celebrazione di "Sammakka Saralamma Jatara", una sagra rituale in onore della Dea, si tiene ogni due anni nel villaggio di Medaram.
- Il tempio di "Gnana Saraswati" a Basar è uno dei famosi luoghi di pelleginaggio in onore della Dea Saraswati in tutta l'India.
- Lo "Sri Rajarajeshwara Temple" - Uno dei famosi e più visitati templi dedicati al Signore Shiva situato a Vemulawada (a 35 km da Karimnagar); il grande tempio è stato fatto costruire dai sovrani Chalukya tra il 750 e il 975

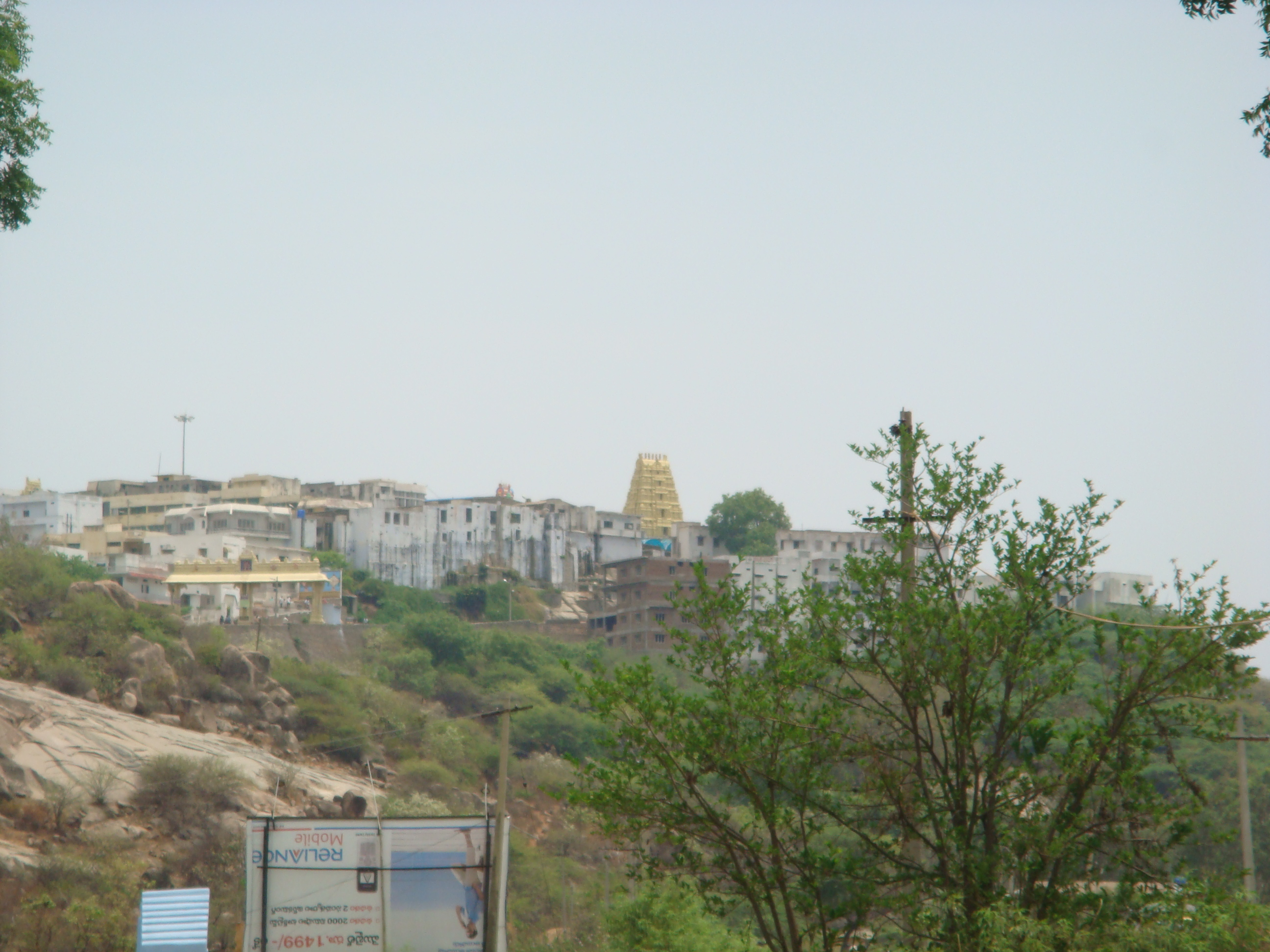
Veduta panoramica del "tempio Yadagirigutta" con la gopura sullo sfondo dell'abitato.

- Dedicato e dimora un avatāra di Visnù, "Sri Lakshmi Narasimha", è il tempio di Yadagirigutta

Famosi centri buddhisti sono Nelakondapalli nel distretto di Khammam, Dhulikatta nel distretto di Karimnagar e Panigiri nel distretto di Nalgonda.

#### Attrazioni
- Il Charminar - Monumento e moschea situato nel centro della città vecchia di Hyderabad
- Il forte di Golconda - Grande ed antica fortezza del XVII secolo. Golconda (in lingua telugu: గోల్కొండ, in Urdu: گولکوندا), è una città in rovina ex capitale del regno medioevale di Golkonda (c. 1364-1512); si trova ad 11 km a ovest di Hyderabad.
- Il "Ramoji Film City" - Grande città del cinema che si trova nei pressi del villaggio di Anajpur.

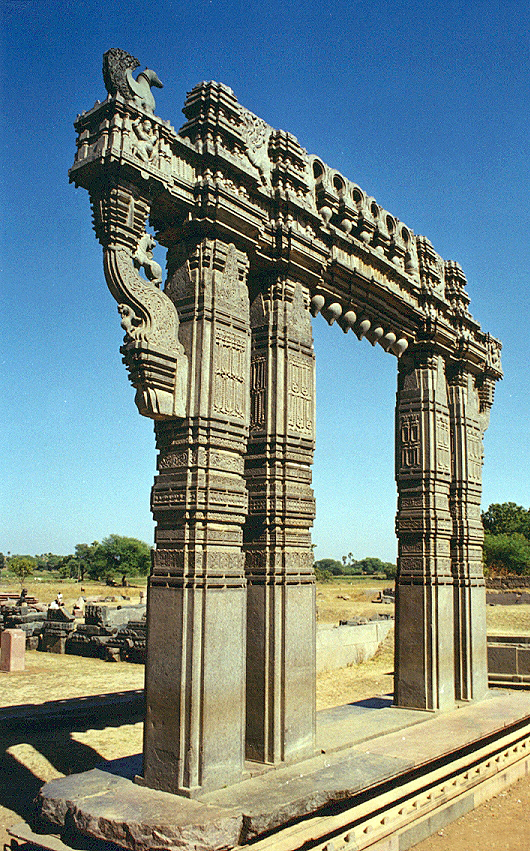
Resti di colonnato del forte di Warangal.

- Il forte di Warangal - La più antica fortezza costruita dai Kakatiya prima del XIII secolo; rispecchia la cultura della popolazione Telugu.
- Il Tempio dai Mille Pilastri" - Costruito dal re Rudra Deva nel 1163 d.C., è un esemplare dello stile dell'architettura Kakatiya del XII secolo.
- Surendrapuri - Un museo situato nei pressi di Yadagirigutta, a 60 km da Hyderabad[41]. Conosciuto anche come "Centro di Consapevolezza mitologica", esso contiene le repliche (quasi a grandezza naturale) di centinaia dei templi indù presenti nel subcontinente indiano; le sculture sono visualizzate in ambienti chiusi o all'aperto, a seconda delle dimensioni della replica e della scena mitologica ritratta. Vi sono sculture e dipinti con storie importanti tratte dai poemi epici indù come il Rāmāyaṇa e il Mahābhārata (e la Bhagavadgītā).

### Tripura

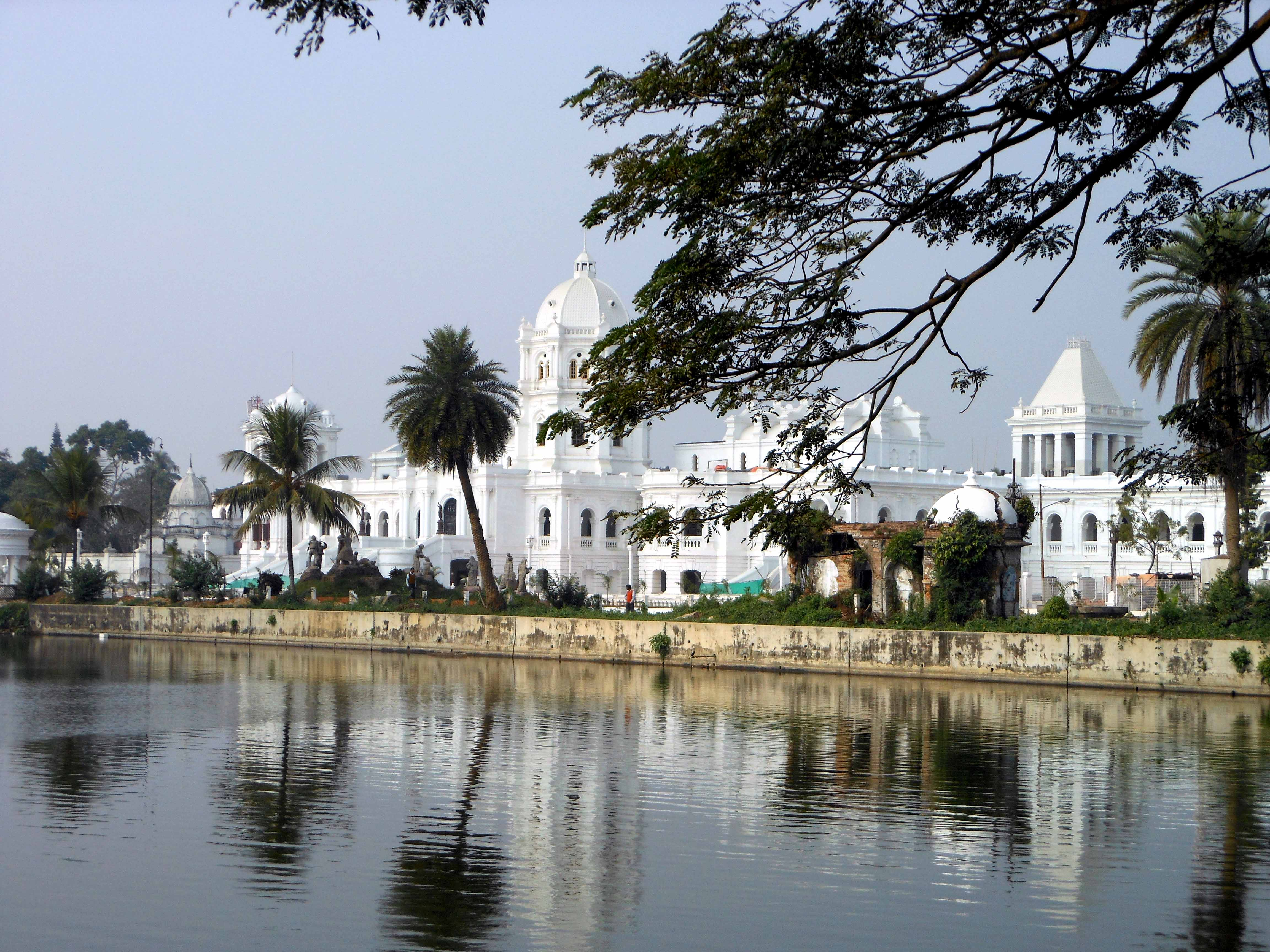
Il palazzo Ujjayanta.

L'"Ujjayanta Palace" - Il complesso palazziale Ujjayanta bianco luccicante è situato nella capitale Agartala ed evoca l'età dei maharaja di Tripura. La sua visita è un'esperienza unica per testimoniare la storia e lo splendore regale che vive tutt'oggi entro i confini del Palazzo. Costruito dal re del Tripura il Maharja Radha Kishore Manikya durante la fine del XIX secolo e finito nel 1901, l'edificio indo-saraceno è allestito in un ampio giardino in stile Moghul con due laghi artificiali sui suoi due lati. Il palazzo è a due piani e dispone di tre cupole, ciascuna alta 86 piedi e con superfici piastrellate, un curvo soffitto in legno ed una porta artigianale. I proiettori di luce e la fontana del suono sono stati istituiti nel palazzo.
La collina Unakoti
Pilak è un sito archeologico, famoso luogo di attrazione per i suoi resti databili all'VIII-IX secolo.

### Uttarakhand
Lo Stato dell'Uttarakhand, il 27° della Repubblica indiana, è chiamato "la dimora degli dei" e anche "Heaven on Earth (Paradiso in Terra)". Contiene ghiacciai, montagne innevate, valle di fiori, piste da sci e fitte foreste, e molti santuari e luoghi di pellegrinaggio.

### Uttar Pradesh
L'Uttar Pradesh è la terra che rappresenta il cuore storico dell'India, dove ogni parte dello Stato è fissato ad un particolare episodio della storia antica, della civiltà, della religione o della cultura.

#### Attrazioni
- Varanasi - Una delle sedi principali d'origine dell'induismo, oltre che una delle città più antiche del mondo. Conosciuta anche come città dei templi, è tra i più popolari luoghi sacri per i devoti del Signore Shiva. Alcuni dei migliori prodotti dell'industria tessile vengono creati qui.
- Agra - Visitata per il Taj Mahal, il forte rosso di Agra e molti altri monumenti storici e giardini.
- Allahabad o Prayag - Sede del Kumbh Mela, il grande pellegrinaggio di massa induista al luogo dove i fiumi nazionali indiani Gange, Yamuna ed il mitico Saraswati si incontrano (riunendosi all'unica "sacra Ganga"). Possiede inoltre un vasto forte fatto erigere dall'imperatore moghul Akbar; è anche uno dei più popolari centri religiosi dell'antica e moderna India per l'induismo. Oggi capitale amministrativa e centro nazionale dell'educazione.
- Bithoor - Questa è la capitale storica dell'Uttar Pradesh, la città in cui il dio indù Brahmā ha creato l'universo. Si trova a circa 10 km da Kanpur.
- Kanpur - Importante centro industriale e centro urbano più vasto dello Stato; è la conformazione urbanistica più cosmopolita di tutto l'Uttar Pradesh: possiede diversi luoghi storici nelle sue immediate vicinanze, come Bithoor. È la seconda più grande città metropolitana del nord dell'India con vari edifici architettonici storici e britannici.
A Kanpur si può visitare il museo centrale regionale inaugurato nel 1999, il sobborgo di Jajmau, il lago "Moti Jheel" (lago di perla), l'Indian Institute of Technology Kanpur, i parchi cittadini di Phool Bagh e di Nana Rao, il "Kanpur Memorial Church" (o duomo dei morti, chiesa commemorativa di architettura gotica fatta costruire da Walter Granville in memoria di coloro che sono morti nell'Assedio di Cawnpore durante i moti indiani del 1857), l'impianto sportivo polivalente "Green Park Stadium", il giardino zoologico "Allen Forest Zoo", il tempio dell'Associazione internazionale per la coscienza di Krishna (ISKCON), il cimitero Gora, l'università, la chiesa cristiana, il tempio JK (Radhakrishan Temple J K), il "tempio di vetro", il centro commerciale "Z Square Mall", il tempio di Bhitargaon, la stazione ferroviaria, il "Ganges Barrage" (costruito tra il 1995 e il 2000) ed il "Massacre Ghat" (l'argine a gradini della città).
- Lucknow - Capitale dell'Uttar Pradesh, è la città maggiormente pianificata dell'intero Stato. Ha diversi luoghi storici di epoca Moghul, inglesi e di architettura moderna. La cucina e gli abiti di Chikan di Lucknow sono famosi in tutto il mondo.
- Mathura - La città natale del Signore Krishna per l'Induismo e di Neminath per il Giainismo.
- Ayodhya - La città natale del Signore Rāma per la fede induista.
- Il sito storico di Jhansi - La città fu sede del campo di battaglia preparato da Rani Lakshmibai contro gli inglesi nel 1857-8.
- Sarnath - Gautama Buddha qui per la prima volta insegnò il suo Dharma; conosciuto come uno dei quattro luoghi di pellegrinaggio che i suoi seguaci devoti dovrebbero visitare, oltre che il luogo di nascita di Shreyansanath, l'undicesimo Tirthamkara del Giainismo.
- Kushinagar - Si tratta di un importante luogo di pellegrinaggio buddista, dove Gautama Buddha si crede abbia raggiunto il Parinirvāṇa dopo la sua morte.
- Chunar - È il centro dell'artigianato dell'argilla. Chunar ha un forte del VI secolo costruito da Chandragupta II il grande Vikramaditya. Il forte in sé aveva avuto nel corso dei secoli governanti come Humayun, Sher Shah Suri ed era porta dell'impero Maurya. Ha belle cascate e luoghi naturali.
- Il sito storico di Fatehpur Sikri - Città fatta costruire dal nulla da Akbar il grande ed oggi visitata per i suoi palazzi e le fortezze del primo periodo imperiale della dinastia Moghul.
- Meerut - Il luogo storico dell'inizio della rivolta dei Sepoy che diede origine ai moti indiani del 1857 o "Prima Guerra d'Indipendenza indiana". Luogo storico del periodo del Mahābhārata dell'antica India e a tutt'oggi una delle città a più rapida crescita ed espansione dell'Uttar Pradesh.
- Distretto di Mirzapur - Il fulcro delle migliori industrie del tappeto del mondo, molto popolare meta turistica per le sue bellezze naturali ed una delle regioni a più rapida crescita dell'Uttar Pradesh. Ospita anche la meta di pellegrinaggio costituita da Vindhyachal shaktipeeth.
- Ghaziabad - Luogo storico dell'antica India e a tutt'oggi una delle città a più rapida crescita industriale dell'India. Vedere Buddh International Circuit
- Noida e Greater Noida - Zone fulcro dell'elettronica (col suo istituto nazionale) e dell'educazione del nord dell'India. Città più grande dell'India con un progetto di zona e high-tech residenziale.
- Gorakhpur - La città ospitò in diversi periodi santi buddisti, indù, musulmani, giainisti e sikh. Il luogo di nascita di Paramhansa Yogananda, grande imperatore indù Chandragupta Maurya.
- Jaunpur - Città storica fondata dal sultano di Delhi Feroz Shah Tughlaq e intitolato alla memoria di suo padre, Muhammad bin Tughluq come Jaunpur Sultanato. Mogol, Lodis e Forti del sovrano islamico e antica storia dell'India.
- Il Parco nazionale di Dudhwa - Dudhwa Tiger Reserve, Uccelli Santuario, Tempio Rana a Oyal, Surat Bhawan Palace, gite in elefante
- Rehar è una piccola città nel distretto di Bijnor. Diverse le principali attrazioni turistiche possono essere menzionate in un ambiente della città, come il parco nazionale di Jim Corbett a circa 24 km, Nainital a circa 69 km.

## Turismo naturalistico

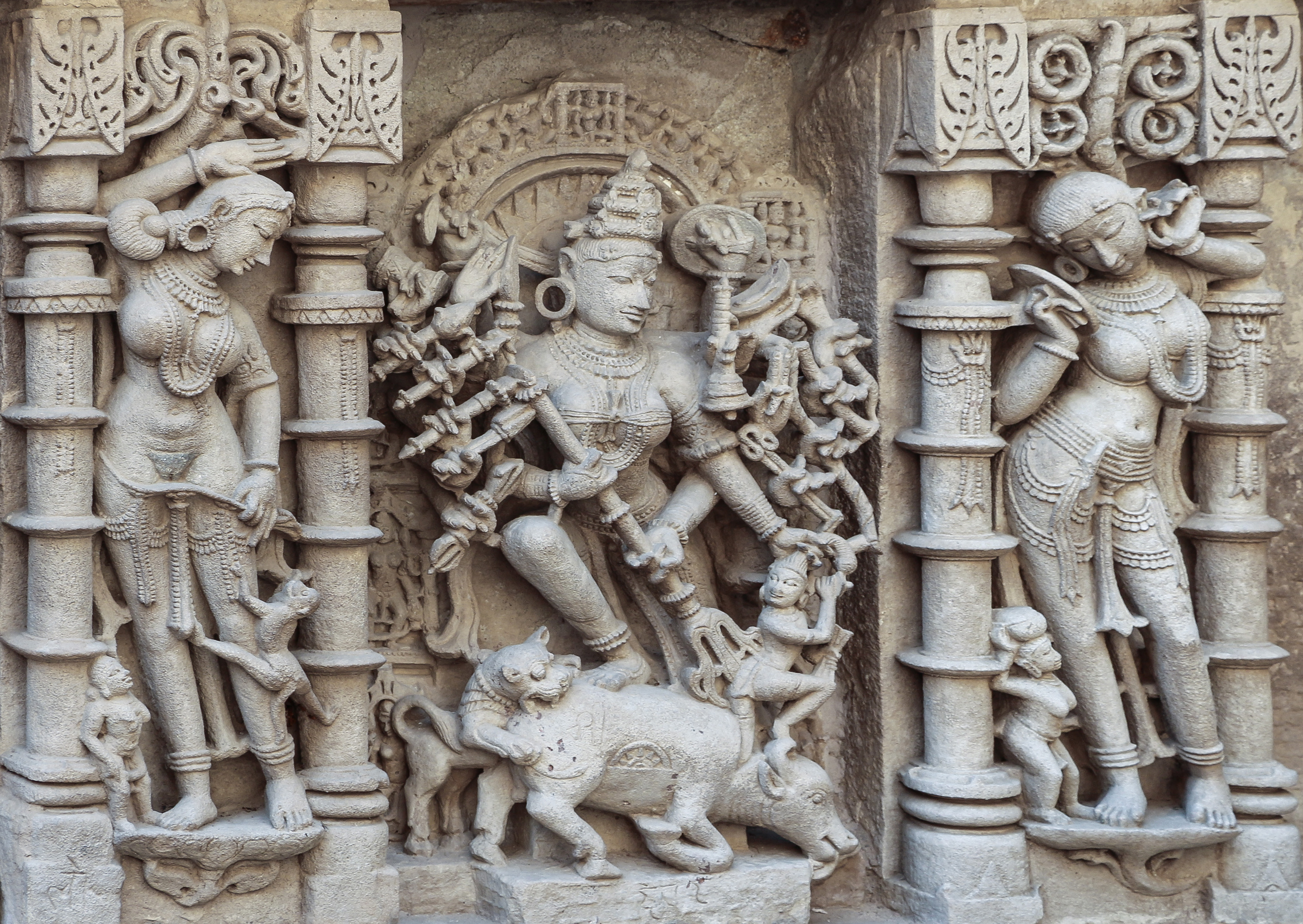
Sculture intagliate del pozzo a gradini di Rani ki vav a Patan in Gujarat.

## Note

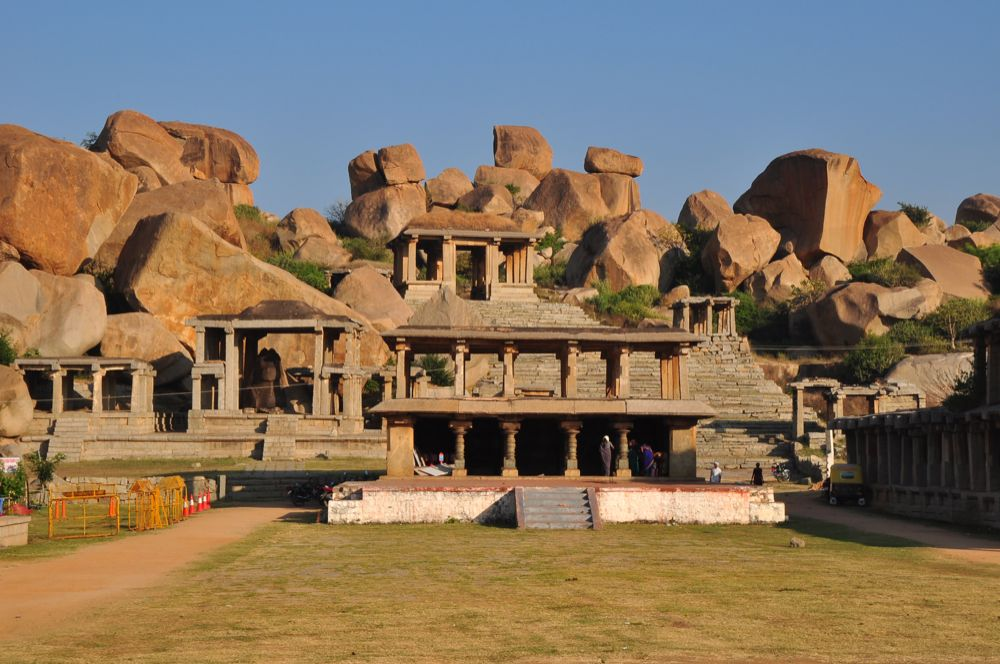
Rovine della capitale dell'impero di Vijayanagara ad Hampi, con il suo paesaggio detritico.

## Top 10 tra gli stati dell'India per turismo
| Posizione                 | Stato/Territorio dell'Unione | Numero totale | Share in % |
| ------------------------- | ---------------------------- | ------------- | ---------- |
| 1                         | Maharashtra                  | 4.815.421     | 24.7       |
| 2                         | Tamil Nadu                   | 3.373.870     | 17.3       |
| 3                         | Delhi                        | 2.159.925     | 11.1       |
| 4                         | Uttar Pradesh                | 1.887.095     | 9.7        |
| 5                         | Rajasthan                    | 1.351.974     | 6.9        |
| 6                         | West Bengal                  | 1.213.270     | 6.2        |
| 7                         | Bihar                        | 972.487       | 5.0        |
| 8                         | Kerala                       | 732.985       | 3.8        |
| 9                         | Karnataka                    | 574.005       | 2.9        |
| 10                        | Himachal Pradesh             | 484.518       | 2.5        |
| Totale dei primi 10 stati | Totale dei primi 10 stati    | 17.565.550    | 90.1       |
| Altri                     | Altri                        | 1.929.329     | 9.9        |
| Totale                    | Totale                       | 19.494.879    | 100        |

| Posizione                 | Stato/Territorio dell'Unione | Numero totale | Share in % |
| ------------------------- | ---------------------------- | ------------- | ---------- |
| 1                         | Uttar Pradesh                | 155,430,364   | 18.3       |
| 2                         | Andhra Pradesh               | 153,119,816   | 18.0       |
| 3                         | Tamil Nadu                   | 137,512,991   | 16.2       |
| 4                         | Karnataka                    | 84,107,390    | 9.9        |
| 5                         | Maharashtra                  | 55,333,467    | 6.5        |
| 6                         | Madhya Pradesh               | 44,119,820    | 5.2        |
| 7                         | Rajasthan                    | 27,137,323    | 3.2        |
| 8                         | Uttarakhand                  | 25,946,254    | 3.0        |
| 9                         | West Bengal                  | 22,256,968    | 2.6        |
| 10                        | Gujarat                      | 21,017,478    | 2.5        |
| Totale dei primi 10 stati | Totale dei primi 10 stati    | 725,981,871   | 85.3       |
| Altri                     | Altri                        | 124,874,769   | 14.7       |
| Totale                    | Totale                       | 850,856,640   | 100        |

### Altro
- Bradnock, Roma (2004).  Footprint India, su books.google.com. Footprint Travel Guides, Bath, UK. ISBN 1-904777-00-7.
- DeBruyn, Pippa; Bain, Keith; Venkatraman, Niloufer (2010).  Frommer's India, su books.google.com..
- India in One, Two or Three Weeks, in The New York Times, 23 marzo 2012.

## Voci correlate

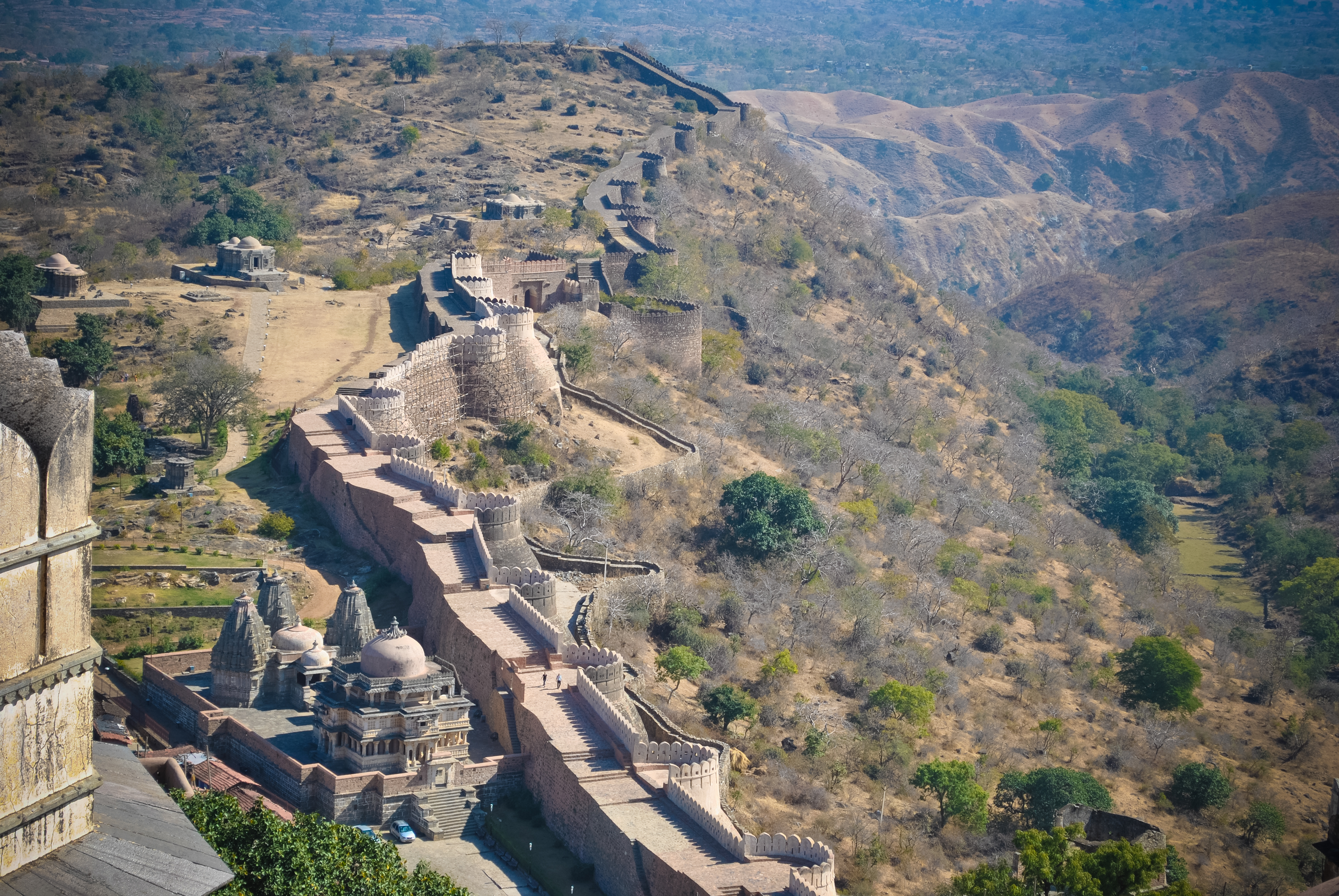
La fortezza di Kumbhalgarh e le sue mura a Udaipur in Rajasthan.